# 이란
이란 이슬람 공화국(페르시아어: .جمهوری اسلامی ایران 좀후리예 에슬라미예 이란, 영어: Islamic Republic of Iran, IRI), 줄여서 이란(페르시아어: ایران)은 서아시아의 이슬람 공화국이다. 북서쪽으로 아르메니아와 아제르바이잔과 접경하고 있고, 북쪽으로는 카스피해가 있으며 북동쪽에는 투르크메니스탄, 동쪽으로는 아프가니스탄이 있다. 남동쪽에는 파키스탄이 자리하며, 남부 해안선을 따라 페르시아만과 오만만이 있으며 서쪽으로는 튀르키예, 이라크와 접경하고 있다. 이란의 국토 면적은 1,648,195km2이며, 인구는 약 9,300만 명 정도이다. 서아시아에서는 2번째로 거대한 국가이자 아시아의 중동국가 중에서는 인구가 가장 많다. 수도이자 최대 도시는 테헤란이다.
이란은 세계에서 가장 오래된 문명들의 발상지이다. 기원전 4000년 경 엘람의 왕국들이 세워지기 시작하였고, 기원전 700년경에 이란계 메디아인들이 이란 유역을 통합하는 데에 성공하였으며 기원전 6세기 경에 키루스 대제가 아케메네스 제국을 건설하면서 그 국력의 정점을 찍었다. 당시 아케메네스 제국은 세계에서 가장 거대한 제국들 중 하나였기도 했다. 그러나 아케메네스 제국은 기원전 4세기 경, 알렉산드로스 대왕에게 패퇴하면서 멸망하였고, 그 자리에 여러 헬레니즘 국가들이 세워지면서 쪼개지게 된다. 기원전 3세기에는 페르시아인들이 반란을 일으켜 그리스인들을 몰아내고 파르티아 제국을 세웠으며, 3세기경에는 파르티아 제국을 계승하여 사산 제국이 새로이 들어섰다. 사산 제국은 이후 약 400여 년 동안 세계적인 제국으로 군림하였다. 7세기에는 이슬람교를 믿는 아랍인들이 제국을 정벌하였고, 이후 페르시아 지방의 급격한 이슬람화가 진행되면서 얼마 지나지 않아 페르시아, 즉 이란 지역은 이슬람 문화와 예술의 중심지로 번영하면서 이슬람의 황금기를 이끌었다.
약 200여 년 동안 여러 무슬림 왕조들이 페르시아 지방을 중심으로 나고 짐을 반복하였고, 나중에는 셀주크튀르크와 몽골인들이 페르시아를 정복하였다. 15세기에는 사파비 왕조가 다시 외세를 물리치고 페르시아 계열의 왕조를 다시 세우는 데에 성공하였으며, 시아파를 페르시아의 중심 교파로 삼는 데에 성공하면서 이후 시아파가 페르시아와 이란의 중심으로 떠오르게 된다. 페르시아는 18세기 나디르 샤의 재위기에 다시 한번 세계적 열강 세력으로 떠오르게 되지만, 19세기에 러시아 제국과의 마찰을 거치며 막대한 영토를 잃기도 했다. 20세기 초에는 입헌 혁명이 일어났고, 원유 생산을 국유화하고 독립을 확고히 하려는 과정에서 1953년에 이에 반발한 서구 세력들이 주도한 이란 쿠데타가 일어났다. 이로 인하여 레자 팔라비 국왕의 권위주의 독재가 심각해졌으며, 서양 세계의 정치적 개입은 갈수록 심해져만 갔다. 팔라비 국왕은 1963년에 대규모 서구식 개혁을 실시하기도 했다. 그러나 팔라비 왕조의 부정부패와 서구와의 결탁, 탄압 등에 실망한 국민들이 1979년에 루홀라 호메이니를 중심으로 이란 혁명을 일으키면서 마침내 현재의 이슬람 공화국으로 탈바꿈하게 된다.
이란은 대통령제 민주주의를 가미한 신정 국가로, 국가의 모든 권력이 종교적 최고지도자인 라흐바르에게 집중되어 있다. 현재 이란의 라흐바르는 1989년 이래 호메이니의 뒤를 이어 자리에 오른 알리 하메네이이다. 이란 정치체제는 권위주의로 평가받으며, 국제사회로부터 인권을 탄압하고 시민권을 무시하며, 여성과 아이들의 인권이 열악하며 부정선거가 벌어진다는 내용의 비판을 받고 있다.
이란은 현재 지역강국이자 중견국이며, 지리학적으로 매우 중요한 위치를 점하고 있다. 이란은 UN, ECO, OIC, OPEC의 창립회원국이자, 막대한 양의 원유가 매장되어 있어 이를 통하여 큰 수입을 올리고 있다. 이란에는 세계에서 2번째로 거대한 천연가스 양이 매장되어 있으며, 원유 매장량은 무려 세계 4위에 달하기도 한다. 또한 유구한 역사 덕에 현재 22개의 유네스코 세계문화유산을 보유하고 있으며, 민족적, 언어적, 종교적으로도 굉장히 다원화된 사회를 유지하고 있다. 가장 대표적인 민족들에는 페르시아인, 쿠르드인, 아제르바이잔인 등이 있다.

## 국명
‘이란’이라는 단어는 중세 페르시아어 ‘Ērān’에서 유래하였으며, 3세기에 만들어진 낙쉐 로스탐의 석비에 처음으로 사용 용례가 발견된 바 있다. ‘이란’이라는 단어는 이란 민족을 일컫는 단어이자 초기 인도유럽어족의 명칭인 ‘아리아’에서 변형이 일어난 것으로, 중세 파르티아어로 ‘아리아(Ariya)’라고 부르는 것이 중세에 들어와 ‘이란’으로 바뀌기 시작하여 이것이 현재까지 유지되고 있는 것이다. 이 해석을 따르면, ‘이란’이라는 국호는 ‘아리아인들의 땅’이라는 뜻을 가지고 있으며, 최소한 아케메네스 왕조 이후부터 이 단어가 이란 지역을 부르는 데에 널리 사용되었다고 한다.
역사적으로 서방 세계는 현재 이란 지역을 ‘페르시아’라고 불렀다. 이는 고대 그리스인들이 이란 지역을 ‘페르세스’라고 불렀던 것에서 유래한 것인데, 고대 이란계 부족들이 살던 땅의 이름이 ‘파르사(Parsa)'였던 까닭으로 그리스인들이 이란 쪽에 살고 있는 모든 민족들을 통틀어 ’페르세스‘, 혹은 ’페르시아‘라고 쓴 것이 후대에 남겨져 서구 세계에 완전히 정착된 것이라고 볼 수 있다.
1900년대까지만 해도 서방 세계의 영향으로 국제사회에서는 이란 지방을 ‘페르시아’라고 칭하는 경우가 훨씬 많았다. 그러나 1935년에 레자 샤는 국제사회에게 자국을 ‘페르시아’라고 칭하지 말고 현지에서 더 많이 쓰이는 이름인 ‘이란’으로 불러주기를 요청하였고, 이후 점차 국제적으로도 ‘페르시아’라는 단어보다 ‘이란’을 훨씬 대중적으로 사용하기 시작하면서 이란이 완전히 국호로 굳어지게 된다. 따라서 현재 ‘이란’은 국가의 이름을 부를 때 주로 사용하는 단어이며, ‘페르시아’는 국가를 칭하는 단어라기보다는 이란 내부의 문화, 지방, 혹은 역사적인 서술을 할 때 더 자주 사용되는 표현이다.

## 역사

### 선사
이란 지역에서 가장 오래된 선사 유적은 카샤푸르드나 간즈 파르 등 이란 북부 지방에서 주로 발견되며, 이에 비추어 추정해볼 때 최소 구석기 초창기부터 인류가 이란 지방에 거주하고 있었음을 알 수 있다. 이란에서는 최소 구석기 중기부터 네안데르탈인들의 유적들도 발견되고 있으며, 이후 기원전 1만 년과 기원전 7000년 전부터 초기 농경 사회가 시작되면서 본격적으로 문명의 발전이 시작되었다.
이후 수사 지방을 중심으로 기원전 4395년에서 기원전 3490년 경 사이에 도시 문명이 발달하기 시작하였고, 기원전 4000년 경부터는 본격적인 고대 문명이 발달하기 시작하고 거대한 도시들이 들어섰다. 청동기 시대에 이르자 이란 지방에는 엘람, 자얀데루드, 지로프트 등 다양한 고대 문명들이 들어섰으며, 이들 중 가장 세력이 컸던 엘람 문명은 주로 메소포타미아 근방에서 번영을 누렸으며 이란계 제국들이 들어서기 전까지도 그 명맥을 유지하였다. 이후 엘람에서는 인근의 수메르 문명의 영향을 받아 기원전 3000년 경에 쓰기와 쐐기문자 등이 도입되었고, 이를 통하여 활발한 사회 발전과 경제적 진흥이 일어날 수 있었다. 기원전 2000년 경 초반에는 아시리아인들이 이란 서부 지방에 정착하였고, 얼마 지나지 않아 세력을 키워나가기 시작했다.

### 고대
기원전 2000년경에는 마침내 고대 이란인들이 유라시아 스텝을 거쳐서 현재의 이란 지방에 정착하였다. 이들은 원주민들과 전투를 벌이기도 하고 협력을 하기도 하며 점차 이란 지방의 주도권을 잡아나갔고, 나중에는 이 고대 이란인들이 갈래가 나뉘어 메디아인, 페르시아인, 파르티아인 등이 발흥하게 된다. 기원전 1000년에서 700년에 이란 지방은 메소포타미아 북부를 중심으로 한 아시리아 제국에 의하여 통일되었다. 이후 메디아 왕국의 3대 국왕이었던 키악사레스를 중심으로 메디아인과 페르시아인들이 바빌로니아 왕국과 힘을 합쳐 연합을 맺었고, 인근의 스키타이인 등과도 힘을 합쳐 아시리아 제국을 침공하였다. 이후 혼란스러운 아시리아 제국 내에서 내전마저 터지며 제국의 힘은 갈수록 약해졌고, 이때 수많은 민족들이 약 300여 년만에 아시리아로부터 독립하여 자체적인 왕국들을 세워나갔다. 기원전 728년 경에는 메디아인들이 데이오세스 왕 하에 통합되었으며, 메디아 제국을 세워 기원전 612년 경에는 현재 이란 전역과 아나톨리아 반도 동부까지 통치하는 거대한 제국을 이루기도 했다.

아케메네스 제국의 최대 판도

기원전 550년에는 캄비세스 1세의 아들이었던 키루스 대제가 메디아 제국을 정복하였고, 스스로 아케메네스 왕조를 세워 인근의 도시 국가들마저 무릎을 꿇리며 거대한 제국을 세웠다. 이후 키루스는 리디아, 바빌론, 이집트를 정복하는 데에 성공하였고, 동쪽으로는 발칸과 동유럽으로, 서쪽으로는 인더스 강 유역까지 뻗어나가면서 거대한 대제국을 세웠다. 기원전 539년에는 페르시아 군대가 오피스에서 바빌로니아 군대를 꺾고 신바빌로니아 제국을 정복하는 데에 성공하면서 약 400여 년간 지속된 메소포타미아의 주도권을 빼앗아왔고, 이후 바빌론에 입성한 키루스 대제가 스스로를 메소포타미아의 지도자로 천명하고 문화의 계승, 융합을 선언하면서 이후 이란, 즉 페르시아의 문화는 메소포타미아의 영향을 강하게 받게 된다.
아케메네스 제국의 최대 판도는 현대의 이란 전역, 아제르바이잔, 아르메니아, 조지아, 터키, 흑해 해안가 대부분, 그리스 북동부, 불가리아 남부, 북마케도니아, 이라크, 시리아, 레바논, 요르단, 이스라엘, 팔레스타인 등이다. 심지어 고대 이집트를 장악하고 그 손길을 리비아와 쿠웨이트, 북부 사우디아라비아, 아랍에미리트와 오만까지 뻗치면서 고대 세계에서 압도적인 영향력을 자랑하였다. 또한 당대 세계에서 가장 거대한 규모의 제국이였다. 기원전 480년 경에 아케메네스 왕조의 인구는 약 5,000만 명 정도였으며, 그 절정기에는 전세계 인구의 44%를 자신의 신민으로 거느리는 압도적인 세를 보이기도 하였다. 이 기록은 그 이후에도 깨지지 않았다. 아케메네스 제국은 바빌론에 갇혀있던 유대인들을 풀어주어 예루살렘으로 돌아가게 한 것으로도 잘 알려져 있으며, 그 외에도 '왕의 길'과 같은 거대 도로나 선진적인 우편제도를 운용하였고 공식 언어를 제정하여 전국의 언어를 하나로 통일하려 하기도 했다. 당시 아케메네스 제국은 중앙집권적, 관료적인 통치 체제를 황제를 정점으로 매우 효율적인 형태로 운용하였으며, 거대한 상비군을 가지고 있었으며 심지어 일부 제도는 후대의 제국들보다도 발전된 면을 보일 정도로 당시로서는 최강의 국력을 자랑하고 있었다.
이 아케메네스 제국은 서부 국경에서 그리스인들과 점차 분쟁을 겪게 되는데, 이로 인하여 기원전 500년 경에 그리스-페르시아 전쟁이 터지게 된다. 이 전쟁에서 패배한 아케메네스 제국은 결국 발칸 지역과 동유럽 지역의 지배권을 포기하면서 서쪽으로 후퇴하고야 말았다. 기원전 334년에는 알렉산드로스 대왕이 아케메네스 제국을 침공하였고, 제국의 마지막 황제였던 다리우스 3세가 이수스 전투에서 패배하면서 제국도 마침내 멸망하고야 만다. 그러나 알렉산드로스 대왕이 젊은 나이에 요절하자, 이란 지방도 그리스계 정복자들이 세운 헬레니즘 국가 계열의 셀레우코스 제국의 통치하에 놓였다. 그러나 기원전 200년 경에는 그리스인들을 몰아내고 이란 계열의 파르티아 제국이 힘을 기르며 그 국력을 신장하기 시작하였고, 이후 서방의 로마 제국과 끊임없이 마찰을 겪으며 몇 백년에 달하는 갈등 관계를 이어가게 된다. 파르티아 제국은 봉건적 군주제를 통하여 약 500여 년 동안 존속하였으며, 224년 경에는 사산 제국이 파르티아 제국을 승계하여 새롭게 들어섰다. 사산 제국은 이후 로마 제국과 그 뒤를 이은 비잔티움 제국과 끊임없이 전쟁을 벌이면서 서방 세계와 신경전을 벌였으며, 이 두 국가는 약 400여 년 동안 전 세계에서 가장 강대한 두 국가들로 확고히 자리하게 된다.
사산 제국은 아케메네스 왕조의 국토를 대부분 수복할 정도로 그 힘이 강성하였는데, 크테시폰을 수도로 하였으며 인근의 로마 제국과 서유럽, 아프리카와 저 멀리 있는 중국과 인도까지에게도 큰 영향력을 끼칠 정도로 막강한 국력을 자랑하기도 했다. 이 시기가 이란 문화와 국력의 최절정기로 여겨지며, 실제로 이때 가장 예술이 빠른 속도로 발전하면서 전세계적으로 지대한 영향을 끼치기도 했다. 그러나 사산 제국은 거의 존속 기간 내내 로마와 전쟁을 벌였는데, 이로 인하여 약 거의 700여 년 동안 아나톨리아, 캅카서스, 메소포타미아, 레반트 지역에서 전쟁을 끊임없이 벌어야만 했다. 이는 사산 제국의 국력을 끊임없이 갉아먹었고, 이로 인하여 후대에 아랍의 무슬림 정복자들이 등장하였을 때에 이에 대한 방비를 취약하게 만들었다.

### 중세
로마-페르시아 전쟁이 끝없이 길어지고, 특히 602년과 628년에 대대적으로 충돌하며 동로마 제국과 사산조 페르시아 모두 국력을 크게 소모하게 되었다. 이로 인하여 국력이 크게 약해진 사산조 페르시아는 7세기경 새롭게 쳐들어온 아랍인 무슬림들의 침입을 막을 방법이 없었고, 결국 점차 라쉬둔 칼리파조에, 라쉬둔 칼리파조 이후에는 우마이야 칼리파조, 결국에는 아바스 칼리파조에 복속당하기 시작한다. 이후 점진적인 이슬람화가 사회 전반적으로 진행되었으며, 이로 인하여 당시 조로아스터교 중심이었던 페르시아 사회가 점차 이슬람 중심 사회로 변모하였다. 이때 조로아스터교의 배화신전과 도서관들이 불에 탔으며, 이슬람교인들을 제외한 타종교인들에게 특별세가 부과되었다.
750년에는 아바스 칼리파조가 우마이야 칼리파조를 몰아내었다. 이 시기 페르시아인들은 이미 아랍의 이슬람 문화에 상당수 동화가 진행된 상태였고, 이후 이슬람교로 개종한 페르시아인들은 아랍과 페르시아의 엘리트 지배계층으로 떠오른다. 점차 여러 인종들과 민족들이 섞이면서, 페르시아 지역은 코스모폴리탄으로 떠올랐고 아랍인들의 지배적 특권이나 우월성은 갈수록 떨어져만 갔다. 점차 페르시아인들과 튀르크인들이 아랍인들이 독점하고 있던 정치 요직들과 부를 빼앗아갔고, 아랍 귀족들은 점차 이방인들과 피가 섞여나가면서 아랍으로서의 정체성도 희미해졌다. 전통적인 아랍 귀족 세력들의 권력이 약화되면서, 관료제를 중심으로 한 페르시아계, 튀르크계 관료들이 부상하기 시작하였고, 나중에는 이들이 권력을 독점하면서 오히려 아바스 칼리파조의 힘이 약화되는 결과를 낳기도 했다.
아바스 칼리파조는 약 200여 년 동안 페르시아 지방을 지배하였는데, 이때 타히르 토후국, 사파르 토후국, 사만 토후국, 부이드 토후국과 같이 반쯤은 독립적인 이란계 왕조들이 등장하였다. 이들은 아바스 칼리파조의 힘이 점차 약해지는 틈을 타 바그다드의 칼리프로부터 별다른 제재를 받지 않고 거의 독립국과 비슷한 자치권을 누리기도 했다. 이시기 페르시아에서는 찬란한 문학, 철학, 수학, 약학, 천문학, 예술 등 수많은 학문들의 꽃이 피어났으며, ‘이슬람 황금기’라고 불릴 정도로 당시 이슬람 문화의 절정을 이루었다. 이슬람의 황금기는 페르시아를 중심으로 10세기와 11세기까지 지속되었으며, 이시기 페르시아는 세계 과학의 중심지이자 개척지이기도 했다. 이렇게 문화적으로 대대적인 진흥이 일어나자, 페르시아 내부에서 다시금 페르시아 민족주의가 떠오르기 시작하였다. 이후 페르시아인들 사이에서는 아랍 정복자들에 대한 반감이 떠오르면서 점차 이들을 몰아내고 독립적인 국가를 세우고자 하는 움직임이 강해졌는데, 이로 인하여 페르시아 민족주의 계열 시인들이 페르시아어로 시를 쓰고 발표하기도 했다.
10세기에는 중앙아시아로부터 수많은 튀르크계 민족들이 이란고원 지방으로 이주해왔다. 아바스 칼리파조는 이들을 노예전사 계급이었던 맘루크들로 활용하였고, 이로 인하여 군대에서 페르시아인들과 아랍인들의 비율은 상대적으로 줄어들었다. 따라서 시간이 흐르자 점차 군사력을 독점하게 된 맘루크들의 힘이 강력해졌고, 999년 경에는 맘루크계 국왕이 다스리는 가즈나 제국이 들어서기도 했으며, 이후에는 셀주크 제국과 화레즘 제국과 같이 튀르계 제국들이 연이어 등장하였다. 셀주크인들로 인하여 아나톨리아에서는 룸 술탄국이 등장하기도 하였으며, 이들 또한 페르시아와 밀접한 관계를 맺었다. 튀르크인들은 페르시아 문화를 적극적으로 수용, 장려하였으며, 이로 인하여 튀르크-페르시아 문화가 발흥하게 된다.
1219년부터 1221년까지, 화레즘 제국의 시기에 페르시아는 몽골 제국의 칭기즈 칸의 대대적인 습격을 받았으며, 이로 인하여 전국토가 황폐화되고 국가가 멸망할 정도로 심각한 피해를 입었다. 이 시기에 대략 1,000만 명에서 1,500만 명에 달하는, 전 국민의 4분의 3이 사망할 정도로 사람들이 많이 죽어나갔으며, 이로 인하여 몇몇 역사학자들은 이란이 20세기 중반까지도 인구를 이전 수준으로 회복하지 못했다고 추정하고 있다.
1256년에는 칭기즈 칸의 손자였던 훌라구 칸이 페르시아 지방에서 일 칸국을 건국하였다. 1370년에는 또다른 정복자였던 티무르가 훌라구 칸의 전례를 따라 또다시 페르시아를 정복하고 티무르 제국을 세워 약 156년 간을 지속하였다. 1370년에는 티무르가 이스파한에서 대대적인 학살을 자행하였고, 이때 약 7만 명에 달하는 시민들을 대학살하였다. 일 칸국과 티무르 제국 모두 페르시아 문화를 받아들였으며, 후기로 갈수록 거의 페르시아인과 자신을 동일시할 정도로 완전히 흡수동화된 모습을 보였다.

### 근대

#### 사파비 왕조
1500년 초에는 아라다빌의 이스마일 1세가 사파비 왕조를 세웠으며, 수도는 타브리즈에 두었다. 이스마일 1세는 아제르바이잔에서 시작하여 점차 이란 전역으로 영토를 확장해나갔으며, 얼마 지나지 않아 광대한 지역에 영향력을 끼치며 이란 일대를 호령하는 강대국으로 발돋음하였다. 당시 페르시아 사회는 이슬람교의 수니파가 주도하고 있었으나, 이스마일 1세는 이를 뒤집고 시아파를 내세우며 강제적으로 교파를 바꾸도록 강요하였다. 이로 인하여 사회적으로 대대적인 변혁이 일어났으며 결과적으로는 전국민적으로 시아파 신도들이 더 많아지는 현상이 나타났고, 이 영향으로 이란은 현대까지도 주요 이슬람 국가들 중에서는 거의 유일하게 시아파들이 주도권을 잡고 있는 국가이기도 하다. 한편 사파비 왕조는 서쪽에 접경하고 있는 강대국이었던 오스만 제국과 끊임없는 마찰을 겪었으며, 여러 차례에 걸쳐 대대적인 전쟁을 벌이기도 했다.
사파비 왕조는 아바스 1세의 재위기인 1500년대 후반부터 1600년대 초반에 전성기를 맞았으며, 이때 국력은 오스만 제국을 넘어섰으며 유라시아 서부 지역 최강대국으로 군림하면서 과학, 예술 등을 선도하는 국가로 떠올랐다. 이 시기에 코카서스 인종이 점차 대규모로 이란 사회에 본격적으로 동화되기 시작하였으며, 나중에는 아예 사회의 주도권을 잡으면서 향후 이란의 역사에 지대한 힘을 끼치고는 했다. 어찌 되었든 사파비 왕조는 1600년대 초반에 그 국력의 정점을 찍었고, 1600년대 중반을 걸쳐 후반에 이르자 국력의 하락세가 눈에 띄게 심각해졌으며 1700년대 초에는 이전의 영광을 거의 되찾지 못하였다. 이 시기 사파비 왕조 내에서는 내전이 끊임없이 발발했으며, 오스만 제국과 러시아 제국 등과 여러 차례 전쟁을 치르면서 국가가 내우외환의 상태에 빠져 있는 상태였다. 결국 사파비 왕조는 1722년에 파슈툰 반란군들이 수도 이스파한을 점령하고 샤의 군대를 꺾으면서 멸망하고야 만다.

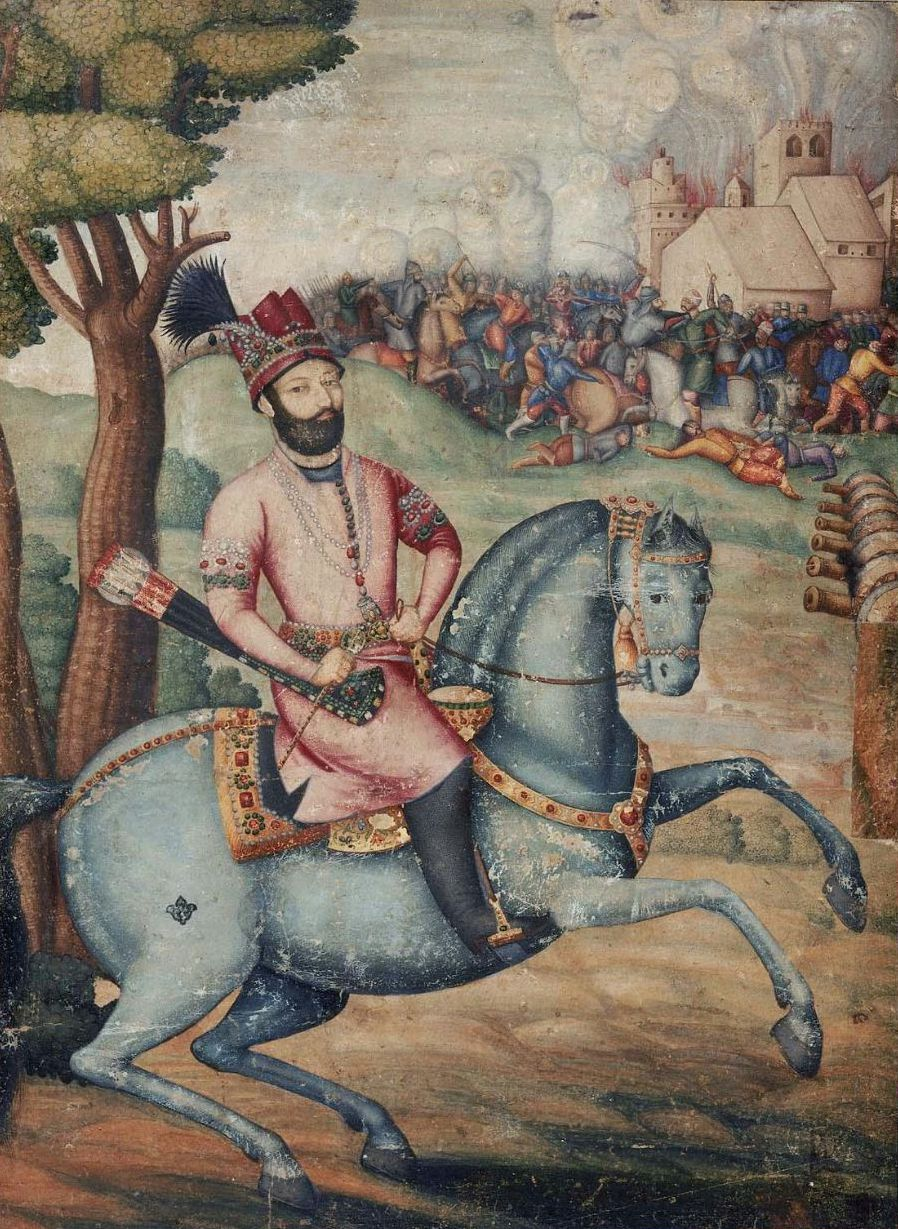
델리를 약탈하는 나디르 샤

#### 아프샤르 왕조
1729년에는 코라산의 장군이었던 나디르 샤가 파슈툰 반란 세력들을 몰아내는 데에 성공하였으며, 이후 이란이 혼란스러운 동안 러시아 제국과 오스만 제국이 빼앗아갔던 코카서스 지방들을 일부 수복하는 데에도 성공하면서 이란을 재통일하고 카자르 왕조를 개창하였다. 나디르 샤의 재위기에 이란은 사산 제국 이래 최대 영토를 정복하면서 코카서스 지방 전역에 이란의 헤게모니를 이룩하였으며, 서부와 중부 아시아를 통틀어 당대 최강의 제국들 중 하나라는 명성을 누리기도 했다.
나디르 샤는 1730년대 후반에는 인도를 침공하였으며, 델리를 약탈하기도 했다. 그러나 나디르 샤의 이러한 군사적 업적도 반란을 일으킨 레지그인들을 정벌하기 위해 출병한 코카서스 북부 원정 이후 그 빛이 바래기 시작하였고, 결국 나다르 샤가 암살당하면서 이란 전역에서는 권력을 잡기 위한 내전이 펼쳐지며 극도의 혼란에 휩싸이게 된다. 그러나 얼마 지나지 않은 1750년에 카림 칸이 내전을 진압하고 이란을 다시 통일하는 데에 성공하였고, 이후 카림 칸은 잔드 왕조를 세우면서 다시 이란에 평화를 되찾아왔다.

#### 잔드 왕조
카자르 왕조 이후 들어선 잔드 왕조의 영토는 이전 이란 제국들에 비하면 상당히 빈약한 편이었다. 코카서스 지방의 대부분은 거의 사실상의 자치권을 얻어내어 이란 본토의 간섭을 받지 않고 자유롭게 살고 있었으며, 이란 샤의 명령을 듣지 않으며 스스로 칸을 선출하고 독립적인 세력을 유지하였다. 다만 모든 봉신들과 토지는 명목상으로는 잔드 왕조에게 속한다는 것을 인정하기는 하였다. 1779년에 카림 칸이 사망하자 또다시 내전이 터졌고, 1794년에 아가 모하마드 칸이 등장하여 카자르 왕조를 세우면서 혼란이 일단락된다.

#### 카자르 왕조
1795년에 조지아인들이 러시아와 손을 잡고 이란에 대항하여 반란을 일으키자, 카자르 왕조는 대군을 파병하여 티빌리시를 점령하고 러시아 세력을 코카서스 전역에서 몰아내는 데에 성공하면서 코카서스 지방에 대한 영향력을 확고히 하였다.
이후 1800년대 초중반에 발발한 2차례의 러시아와의 전쟁으로 이란은 코카서스 지방의 영토 상당수를 잃어버리고 만다. 이 때 이란은 몇 백년 동안 이란 고유의 영토라고 여겨졌던 트란스코카서스와 다제스탄 지방을 잃어버렸으며, 러시아 제국에게 여러 이권들마저 넘겨주어야만 하였다. 이렇게 러시아와의 전쟁에서 패배한 여파로, 이란은 현재의 다제스탄, 조지아, 아르메니아, 아제르바이잔 지역에 대한 통제권을 잃어버렸으며, 이후 코카서스 지방에 일부 남아있던 영토들도 얼마 지나지 않아 러시아 제국에게 점령당하면서 코카서스에 대한 영향력을 거의 잃어버렸다.
이란이 점차 무너지고 러시아가 코카서스 지방으로 밀려들어옴에 따라, 코카서스 북부에 살고 있던 무슬림들은 어쩔 수 없이 이란 지방으로 도피해왔다. 1870년대 초에는 이란 전역에서 대대적인 기근이 일어났고, 이로 인하여 인구의 20%에서 25%가량에 이르는 150만 명이 기아로 사망하기도 했다. 1872년과 1905년 사이에, 카자르 왕조의 국왕들은 점차 서구 열강의 협박에 못이겨 그들에게 이권을 내줄 수 밖에 없었고, 이로 인하여 1905년에는 입헌 혁명이 일어났다. 1906년에는 첫 이란 헌법이 제정되었으며, 처음으로 국회도 열렸다. 당시 헌법에는 이란 내에서 기독교, 유대교, 조로아스터교만을 허가된 소수종교로 규정하였으며, 이같은 내용은 심지어 현재까지도 유효하다. 한편 개혁을 반대하는 세력들과 개혁을 주도하는 세력들 간의 반발은 갈수록 극심해졌으며, 이로 인하여 결국 1909년에는 테헤란에서 대규모 시위가 일어나며 당시 국왕이었던 모함마드 알리 샤가 강제로 퇴위하게 된다. 직후 러시아는 질서 회복을 명분으로 1911년에 이란 북부를 점거하였으며, 수 년동안 강제로 점령하며 돌려주지 않았다. 이는 오히려 외세와 무능한 카자르 왕조에 대한 공분을 일으켰고, 이로 인하여 대대적인 민중 시위가 일어났다.
이란은 제1차 세계대전에서 중립을 선언하였으며, 오스만 제국, 러시아 제국, 대영제국 모두 이란 서부를 강제적으로 점령하면서 전투를 벌였으며, 1921년이 돼서야 겨우 군대를 물렸다. 이 시기에 최소 2백만 명에 달하는 이란인들이 전투에 직간접적으로 휘말려 사망하였으며, 공장들과 도시들이 파괴되는 등 엄청난 피해를 입기도 했다. 또한 오스만 제국은 이란 내 기독교인들에 대한 대대적 학살을 자행하기도 하였으며, 1917년 경에는 전쟁으로 인한 대기근이 들면서 사회는 점점 혼란스러워져만 갔다. 오스만 제국 군대는 아르메니아 정교회, 아시리아 정교회 신자들은 물론이거니와 그들을 보호하려 한 무슬림들마저 학살하면서 대대적인 학살을 일으켰고, 특히 코이, 마쿠, 살마스, 우르미아 지방에서 대대적인 살인극이 자행되었다.
카자르 왕조 시기의 이란은 거의 내내 정세가 불안정하였으며, 지방에 대한 중앙의 통제력은 극도로 약했으며 이 상태가 거의 몇 백년 동안 지속되었다. 카자르 왕조의 이러한 빈약한 행정력으로 인하여 이란은 세계 대전 동안 주권조차도 제대로 지킬 수 없었고, 이로 인하여 1921년에 영국이 배후에서 주도한 쿠데타가 일어나고 레자 샤가 팔라비 왕조를 개창하면서 결국 카자르 왕조도 멸망하고야 만다. 레자 샤는 이란의 총리에 직위한 이후, 1925년에 국왕직에 올랐다.

#### 팔라비 왕조

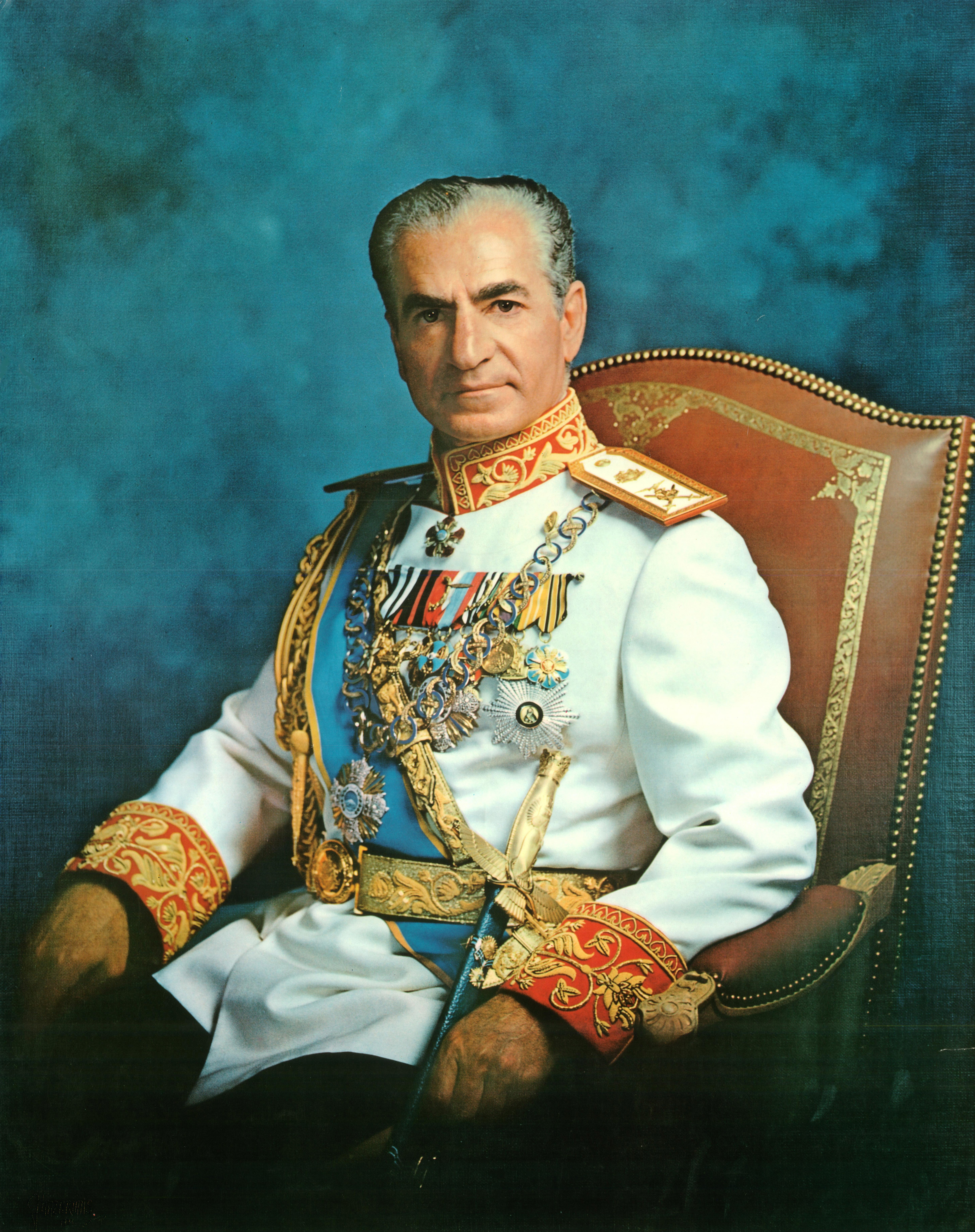
1973년 모하마드 레자 팔라비 공식 초상화, 그는 이란의 마지막 샤였다.

제2차 세계대전이 한창 진행되고 있던 1941년 6월, 나치 독일은 독소불가침조약을 파기하고 소련을 기습적으로 침공하였다. 소련은 7월과 8월 사이에 즉시 연합국 세력과 동맹을 맺어 나치 독일과의 전쟁에 들어갔으며, 연합국 세력의 주축이었던 영국은 이란 정부에게 이란 내에 거주하는 모든 독일인들을 추방할 것을 요구하였다. 그러나 레자 샤는 이를 주권 간섭으로 보고 독일인 추방을 거부하였으며, 이로 인하여 1941년 8월 25일에 영국과 소련이 기습 공격을 감행하였다. 두 강대국에 맞서 싸울 국력이 부족했던 레자 샤는 즉시 항복하였으며, 연합국은 이란의 항복으로 인하여 소련으로 향하는 공급선을 유지하고 페르시아 만의 유전을 확보하며 독일군이 터키를 통하여 소련 국경 내로 진군하는 것을 사전에 차단할 수 있었다. 레자 샤는 침공이 벌어진 지 얼마 지나지 않은 1941년 9월 16일에 퇴위하였고, 당시 21세의 젊은 왕세자였던 모하마드 레자 팔라비에게 왕위를 승계하였다.
이후 2차 세계대전기 내내 이란은 영국과 미국, 소련 등 연합국들의 전진기지로 사용되며 연합국에게 막대한 양의 자금과 자원을 제공하였으며, 또한 12만 명에 달하는 폴란드 난민들을 수용함과 동시에 폴란드 해방군들의 본거지로 사용되기도 하였다. 1943년에는 스탈린, 루스벨트, 윈스턴 처칠 등 연합국의 3개국 정상들이 모여 테헤란 회담을 열기도 하였으며, 이 회담에서 전후 이란의 독립을 확고히하고 이란 국경을 확정짓기도 하였다. 그러나 전쟁이 막바지로 치달을 때 즈음에도 소련 군대는 이란을 떠나기를 거부하였고, 이란 북서부 지역에 2개의 위성국을 세웠으니 이 것이 바로 아제르바이잔 인민공화국과 마하바드 공화국이다. 이로 인하여 이란과 소련 간의 갈등이 첨예해졌으며, 소련에게 유전을 넘겨주는 조건으로 1946년 5월에야 소련군이 모두 이란 영토에서 퇴각하였다. 참고로 두 위성국가는 얼마 지나지 않아 무너졌으며, 유전 할양은 후에 취소되었다.

### 현대

#### 모하마드 레자 팔라비
1951년에는 모하마드 모사데그가 이란의 총리에 취임하였으며, 이란의 석유 기업들과 유전들을 국유화한 이후 국민들의 압도적인 지지를 얻으며 대중세를 탔다. 그러나 모사데그 총리는 영국과 미국이 뒤에서 공모한 1953년 쿠데타로 실각하였다. 참고로 이 사건은 미국이 냉전 시기 동안 해외 정부를 전복하는 데에 참여한 첫 사건이기도 하였다.
쿠데타 이후, 자신의 권력마저도 빼앗길 것을 우려한 레자 팔라비 국왕은 점차 권위주의적인 성격으로 변해갔으며, 일부러 미국과 영국 등과 밀착하면서 서구권에 가까운 모습을 보이며 권력을 유지하려 들었다. 팔라비 국왕은 이란의 서구화와 현대화를 내세웠으며, 이란에서 종교적인 색채를 제거하고 세속적인 사회를 만든다는 내용의 백색혁명을 창안하였다. 그러나 그는 이 과정에서 SAVAK이라는 이름의 비밀경찰을 동원하여 임의체포, 고문 등을 자행하였으며, 모든 형태의 정치적 반대파들을 탄압하는 등 막강한 독재 정치를 펼치기도 했다. 이 과정 속에서, 급진적인 이슬람 율법학자였던 루홀라 호메이니는 팔레비 국왕의 백색혁명에 반대 의견을 활발히 개진하면서 국왕의 정치적인 반대파로 급부상하였고, 이후 정부를 아예 부정하기까지 하면서 18개월 동안 수감생활을 하기도 했다. 1964년에 출소한 이후에도 호메이니는 자신의 의견을 굽히는 것을 거부하였고, 이로 인하여 결국 이란에서 추방되고야 만다.
1973년에 석유가가 정점을 찍자, 이란 경제에는 외화가 쏟아져 들어왔고 이로 인하여 인플레이션이 유발되었다. 1974년에는 이란 경제는 두 자리수의 인플레이션을 기록하면서 최악으로 치닫고 있었고, 현대화 정책 과정에서 엄청난 규모의 부정부패가 벌어지면서 정부는 갈수록 썩어들어가고 있었다. 1975년과 1976년의 경제 침체로 인하여 실업률이 급격히 증가하고, 특히 1970년대 초에 건설 붐이 일어나면서 일자리를 찾아 도시로 이주한 젊은 층들이 경제 침체에 따라 일자리를 모두 잃어버리고 전전하게 되며 사회는 갈수록 불온해져만 갔다. 팔라비 왕조 말기인 1970년대 후반에 이르자 이들은 모두 국왕의 급진적인 서구화 정책에 강한 불만을 갖기 시작하였고, 점차 항의 시위를 개최하면서 왕정을 폐지할 뜻까지 드러내었다.

루홀라 호메이니의 초상화

### 이슬람 혁명 이후
1979년에는 팔라비 왕조의 반대세력들이 모여 이슬람 혁명을 일으켰고, 이로 인하여 1979년 2월에는 레자 팔라비 국왕이 미국으로 망명하고 루홀라 호메이니가 망명 생활에서 벗어나 테헤란으로 귀환하는 데에 성공하면서 마침내 이란 최후의 왕조인 팔라비 왕조마저 무너지게 된다. 이후 1979년 4월에 국민투표를 거쳐서 이란은 일반국가에서 ‘이슬람 공화국’으로 체제를 전환하였으며, 1979년 12월에는 또 국민투표를 거쳐 신정헌법 제정에도 박차를 가했다.
이후 이란의 급격한 이슬람화에 반발하여 전역에서 반대 시위가 일어났고, 쿠르드인들이 반란을 일으켰으며 쿠제스탄 등지에서도 반란이 일어났다. 그러나 신생 이슬람 정부는 이를 무력으로 강경하게 진압하였고, 몇 십년 동안 극심한 탄압을 통하여 반대파들을 억누르기 시작하였다. 이슬람 정권은 이슬람권이 아닌 세력들을 모두 탄압하였으며, 심지어 무슬림이라고 할지라도 같은 급진파가 아니면 배척하였다. 초기에는 레자 팔라비 국왕을 쫒아내기 위하여 공산주의자들과 민족주의자들도 함께 이란 신생 정부 구성에 참여하였는데, 나중에는 호메이니의 명에 의하여 반국가주의자라고 누명이 씌워진 후에 대다수가 처형되거나 국왕에게 충성을 바치는 부패인사라고 몰려 해외로 쫒겨났다.
미국이 레자 팔라비 국왕이 송환된 직후 처형당할 것이 뻔했기에 국왕의 이란 송환을 거부한 직후인 1979년 11월 4일에 무슬림 학생들 일부가 미국 대사관을 점거하였으며, 52명의 외교관들과 시민들을 인질로 잡고 미국에 협박문을 보냈다. 당시 지미 카터 미국 대통령은 즉시 이란 정부와 협상을 시도하는 동시에 구출 작전을 폈으나 작전은 실패하였고, 이로 인하여 지지도가 폭락한 지미 카터 대통령이 재선에서 실패하면서 로널드 레이건 대통령이 새롭게 취임한다. 이후 호메이니가 상대적으로 유화적인 태도로 나오면서 인질 협상에도 실마리가 보이기 시작하였고, 카터 대통령 임기 마지막 날에 모든 인질들이 국내로 귀환하는 데에 성공하면서 이 사태도 끝난다. 한편 이 사건의 원인이라고도 할 수 있는 팔라비 국왕은 이후 미국을 떠나 이집트로 향했으며, 얼마 지나지 않은 1980년 7월 27일에 암으로 이집트에서 그대로 사망하였다.
1980년 9월 22일에는 이라크 군대가 이란 서부 지역을 침공하면서 이란-이라크 전쟁이 터졌다. 당시 사담 후세인의 이라크군은 초기에는 우세를 점하였으나, 1982년 중반에 이르자 전세가 역전되어 이란군에 의하여 이라크군이 다시 이라크로 쫒겨 들어가게 된다. 1982년 7월에는 이라크가 수세로 들어갔고, 이란군이 오히려 공세 작전을 펴면서 바스라 등과 같은 이라크의 대도시들을 점령하기 시작하였다. 전쟁은 이라크가 미국의 중재로 평화협정을 받아들이면서 사실상 이라크의 패배로 끝날 때인 1988년까지 지속되었다. 이란의 전쟁 사상자는 약 23만 명에 달한다고 전해졌다.
이란-이라크 전쟁이 종전된 후인 1989년에 아크바르 하셰미 라프산자니 총리가 취임하였으며, 친자본주의 정책을 피고 경제 복구에 초점을 맞추는 쪽으로 정책들을 펴기 시작하였다. 다만 이슬람 정책에 위배되거나 급진 이슬람 정책을 완화하는 방향으로는 감히 손을 댈 엄두조차 내지 못했다. 1997년에 라프산자니 총리는 중도 개혁주의자인 모하마드 하타미 총리에게 자리를 물려주었고, 하타미 총리는 이란을 조금 더 자유주의적, 민주적으로 만드려 노력하였으나 성공하지는 못했다.
2005년 대통령 선거에서 보수주의적인 포퓰리스트 정치인인 마무드 아마디네자드가 대통령직에 당선되었다. 2009년 대통령 선거에서는 내무부가 현직 아마디네자드 대통령이 전체 표수의 62.63%를 득표했다고 발표하였고, 2위인 모사비 후보가 33.75%를 득표했다고 밝혔으나 이 선거가 부정선거라는 의혹도 존재했다. 이로 인하여 이란 전역에서 대대적인 항의 시위가 일어났으며, 이 시위와 관련된 정치적 움직임을 '녹색 혁명'이라고 부르기도 한다. 2013년 6월 15일에는 하산 로하니가 새로운 대통령으로 취임하였고, 이후 로하니 대통령의 재임기에 이란은 타 국가들과 관계를 점차 개선해나가기 시작하였다. 2017년과 2018년에 이란에서는 종교 최고지도자에게 이란이 처한 어려운 경제적, 정치적 상황을 해결할 것을 촉구하는 항의 시위가 벌어졌으며, 정부의 통제 탓에 시위의 전반적 규모는 추정키 어렵지만 몇 천명에 달하는 시위자들이 체포되었다고 공식적으로 확인될 정도로 규모가 큰 편이다. 2019년과 2020년에도 정부가 연료 가격을 300% 인상하겠다고 발표한 후에 시위가 일어났으며, 몇 시간 만에 전국으로 번져나갔다. 이후 정부는 시위자들의 연락을 끊기 위하여 1주일가량 동안 이란 전역의 인터넷을 끊어버렸고, 이로 인하여 이슬람 공화국 창립 이래 최악의 시위 탄압이 이루어졌다. 몇 만명이 체포되었고, 수 백명에 달하는 사람들이 군대에 의하여 목숨을 잃었다.
2020년 1월 3일에는 혁명수비대의 카셈 솔레이마니 장군이 이라크에서 미국에 의하여 암살되는 사건이 발생하였다. 이로 인하여 미국과 이란 관계는 최악으로 치달았다. 3일 후, 이란의 이슬람혁명수비대는 이라크 주둔 미군에게 공격을 감행하였으며, 실수로 우크라이나 항공 752편을 군 관련 비행기로 오인하여 176명에 달하는 민간인을 살해하는 악수를 두면서 전세계적인 비판을 들었다. 국제적인 조사 끝에 이란 정부 역시 3일 간 사실을 부인하다가 결국 이를 인정할 수 밖에 없었으며, 이를 ‘인적 사고’라고 부르며 책임을 회피했다.

## 지리 및 기후

### 지리
| 카스피해 페르시아만 호르무즈 해협 메소포타미아 이라크 쿠웨이트 사우디아라비아 아무다리야강 하리강 파키스탄 인더스강 힌두쿠시산맥 바바산맥 아프가니스탄 우르미아호 엘부르즈산맥 코페트다그 투르크메니스탄 나마크호 자그로스(북부) 자그로스(남부) 자얀데루드강 이란 자르드쿠산 제발바레즈 하자란 카비르 사막 루트 사막 헬만드강 하문호 고드자레 시스탄 발루치스탄 |
| 이란의 주요 지명 |

이란의 총 국토 면적은 약 1,648,195km2이며, 북위 24도와 40도 사이, 동경 44도와 64도 사이에 자리하고 있다. 북서쪽으로는 약 35km에 달하는 국경을 아르메니아와 접하고 있으며, 그 옆에 북쪽으로 아제르바이잔과는 611km에 달하는 국경선을 사이에 두고 서로 마주보고 있다. 또한 북동쪽에는 투르크메니스탄이 있으며, 동쪽으로는 아프가니스탄이 자리하고 있다. 남동쪽으로는 파키스탄이 있으며, 서쪽으로는 이라크와 터키와도 동시에 국경을 서로 접하고 있어 상당히 많은 국가들과 서로 국경을 마주하고 있다.
이란 국토의 대부분은 이란고원으로 이루어져 있으며, 쿠제스탄 일대와 카스피 해를 접하고 있는 일부 해안 지대만이 예외에 속한다. 이 때문에 세계적으로도 가장 산악 지방이 많은 국가이며, 기본적으로 험준한 산맥들이 상대적으로 평평한 분지들을 갈라놓고 있는 형태를 취하고 있다. 특히 가장 산들이 많은 지방인 서부 지방에 사람들이 많이 살고 있으며, 코카서스산맥, 자그로스산맥, 알보르즈산맥 등 수많은 산맥들이 이 곳에 자리하고 있다. 이란의 최고봉은 다마반드산으로, 그 높이가 무려 5,610m에 달하여 아시아에서 힌두쿠시산맥 서쪽에 있는 산들 중 가장 해발고도가 높다.
이란 북부 지방은 카스피 해의 영향을 받아 거대한 혼합림이 채우고 있다. 한편 동부 지방은 대체적으로 카미르 사막과 같이 거대한 사막들이 자리하고 있으며, 가끔씩 소금 호수들도 찾아볼 수 있다. 이란에서 찾아볼 수 있는 거대 평원들은 카스피 해 근처와 페르시아 만 쪽 해안의 북쪽 근방 지역에서만 겨우 찾아볼 수 있다. 나머지 소규모의 평원들은 대부분이 산맥들에 의하여 갈라지고 쪼개진 형태를 하고 있기 때문에, 이란에서는 대평원이라고 할 만한 지형은 찾아보기 어렵다.
한편 이란은 지진이 자주 일어나는 지역에 속하는데, 평균적으로 리히터 7에 달하는 강진이 매 10년 마다 한 번 꼴로 일어날 정도라고 한다. 이란에서 발생하는 대부분의 지진들은 천발 지진이며, 이 때문에 피해가 더더욱 막심하여 2003년 밤 지진이라는 참사가 발생하기도 했다.
이란은 사우디아라비아와 같은 거대한 사막 국가와 달리 기본적으로 사막이 아닌 고원으로 이뤄져 있다. 북쪽의 고원지대는 상당히 추워서 1년의 절반 동안 눈에 덮여 있는 곳들도 있다. 이란의 국토는 남부(자그로스산맥)와 북부(엘부르즈산맥)에 있는 두 개의 산맥과 함께 3개의 지형구로 구분된다.
북부에선 이란의 최고봉 다마반드산(5771m)이 있는 엘부르즈산맥(엘부르즈산맥이라고도 한다.)이 아르메니아고원에서부터 카스피해 남안을 거쳐 힌두쿠시산맥으로 이어지며, 남부에선 자그로스산맥이 리자이야호 부근에서부터 페르시아만에 연해서 달리고 있다. 두 산맥을 별도로 할 때, 국토는 엘부르즈산맥과 카스피해 사이에 낀 협장(狹長)한 평야지대, 엘부르즈산맥과 자그로스산맥에 둘러싸인 이란고원 본토, 자그로스산맥 남쪽의 페르시아만 연안지방의 3개의 지형구로 구분된다. 이 중 면적이 가장 큰 지형구가 표고 500 ~ 1,500m의 이란고원 본토인데, 이 고원 북부에 카비르 사막과 나마크 호수, 동남부에 루트 사막과 소택지 등이 산재한다.

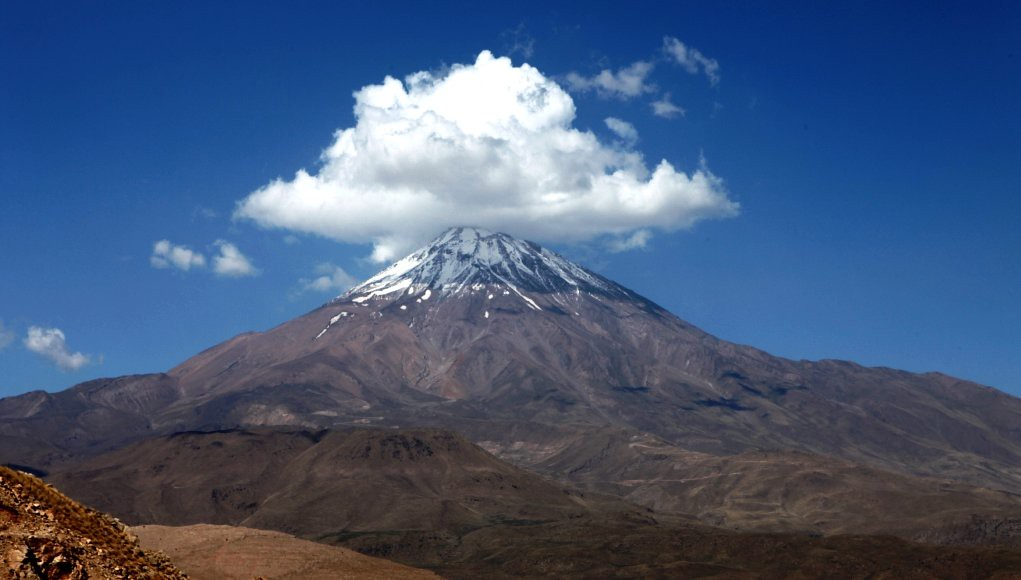
이란의 최고봉인 다마반드산

### 기후
이란에는 세계에 존재하는 13개의 기후대들 중, 사막 기후부터 시작해서 아열대 기후까지 약 11개의 기후대가 있을 정도로 굉장히 기후가 다양한 국가에 속한다. 카스피 해를 접하고 있는 이란의 북부 지방은 겨울에는 영하로 기온이 떨어지며, 1년의 나머지 달들에는 카스피 해의 영향으로 대체적으로 습한 기후를 띠고 있으며, 여름에는 기온이 29도까지 올라가기도 한다. 서쪽으로는 자그로스 분지가 있는데, 자그로스 분지 지방은 상대적으로 기온이 낮은 편이며, 혹독한 겨울 날씨가 특징이며 굉장히 강설량이 많다. 또한 동부와 중앙 분지는 사막 기후를 띠고 있으며, 1년에 200mm 밖에 강수량이 되지 않을 정도로 메마른 지대들이 대부분을 차지하고 있다. 이 곳의 평균 여름 기온은 38도이다. 한편 페르시아 만과 오만 만을 접하고 있는 이란 남부 지대는 북부 지방에 비하여 훨씬 기온이 온난하여, 겨울도 그다지 춥지 않으며 여름은 굉장히 덥고 찌는 듯이 습한 편에 속한다. 남부 지방의 평균적인 강우량은 1년에 135mm에서 355mm 정도에 달한다.
이란은 현재 사막화 등 지구온난화로 인한 기후 변화가 가장 심각한 국가들 편에 속하나, 아직까지 파리 협정에 서명하지 않은 몇 안되는 국가들 중 하나이기도 하다.

## 정치
이란에서는 ‘혁명의 지도자’, 혹은 그저 ‘최고지도자’라고 불리는 이슬람 성직자인 라흐바르가 정치계에서 가장 배분이 높으며, 이로 인하여 오히려 국민이 선출한 이란의 대통령은 라흐바르에 비하면 훨씬 제한된 권력을 자리고 있다. 현재의 라흐바르인 알리 하메네이는 호메이니의 타계 이후 현재까지 이란을 통치해오고 있으며, 환경, 경제, 외교, 교육 등 모든 분야를 총망라하여 막강한 권한을 행사하며 이뿐만 아니라 선거에도 합법적으로 개입할 권한마저 틀어쥐고 있다. 대통령의 권한인 장관 임명 또한 알리 하메네이의 재가가 있어야 가능하며, 또한 선거에서 선출된 대통령 당선자가 의회에서 공식적으로 대통령으로 취임할 때에 역시 하메네이의 허락이 필요하다. 또한 특히 중요한 장관직인 외교부 장관과 국방부 장관, 정보부 장관의 경우에는 거의 하메네이가 직접 후보를 추천하고 대통령은 이들 중에 고르기만 하는 방식으로 완전히 하메네이의 영향력 하에 있다. 또한 외교 분야 역시 하메네이의 입김이 매우 강력하여, 모든 아랍과 서구 국가들에 파견되는 외교관들 역시 하메네이의 임명을 받아 그 자리에 올라가는 것이다. 그 외에도 의회에서 매년 심의하여 통과시키는 예산안 역시 하메네이의 허락이 필요하며, 법이나 규제 역시 하메네이의 마음대로 바꿀 수 있다. 2013년 로이터 통신이 약 950억 달러 정도로 추산한 ‘세타드’, 즉 라흐바르의 직속 재산 역시 의회의 간섭을 받지 않고 하메네이의 마음대로 운용할 수 있다고 한다.
이란 라흐바르는 이란 군대의 최고 통수권자이며, 군사 작전과 정보 작전 모두를 총괄하며 전쟁 선포나 평화 협정을 맺을 수 있는 권한도 오직 라흐바르에게만 있다. 또한 국영 방송사와 텔레비전 기업, 사법부 수뇌부, 경찰과 군대 수뇌부 역시 라흐바르가 직접 임명한 인사들로 구성되며, 이란의 최고 권력기구들 중 하나인 수호자평의회를 구성하는 12명의 위원들 중에서 6명을 라흐바르가 개인적으로 임명한다.
한편 이렇게 막강한 권력을 가지고 있는 라흐바르는 이슬람 최고위 성직자들로만 구성된 ‘전문가 평의회(Assembly of experts)'에서 선출되며, 만일 라흐바르가 지나친 권력 남용을 일삼거나 국민의 신망을 잃었을 경우 라흐바르를 해임할 권한 역시 가지고 있다. 다만 라흐바르를 견제하기 위한 초기의 목적과는 다르게, 현재까지 전문가 평의회에서 라흐바르의 결정에 한 번이라도 반발한 적은 없으며, 한 번도 라흐바르를 해임하려 시도해본 적조차 없다. 게다가 하메네이가 오랫동안 장기집권을 이어오게 되면서, 사실상 전문가 평의회가 권력이 없는 채로 유명무실해졌다는 비판 역시 나오고 있는 현실이다. 오히려 역으로 하메네이가 이 전문가 평의회의 이슬람 성직자들을 비판한 적도 많으며, 심지어 평의회의 위원들을 체포하거나 해임한 적도 여러 차례 존재한다. 예를 들어 하메네이는 전문가 평의회의 아흐메드 아자리 쿠오미를 ’배신자‘라고 규정하고 체포하여 회의에서 쫒아낸 적도 있을 정도이다.

### 수호자 위원회
대통령 후보나 국회의원 후보들은 선거 전에 미리 ‘수호자 위원회(Guardian Council)'의 허락을 받고, 하메네이를 정치적으로 지지한다는 것을 완벽히 인정받은 뒤에 출마할 수 있다. 이 과정을 통해서 수호자 평의회가 미리 하메네이에게 반대하는 후보들 대부분을 미리 쳐내기 때문에 하메네이가 직접 나서서 정적을 탄압하는 모습을 보이지 않을 수 있는 것이다. 또한 하메네이는 수호자 평의회의 결정을 뒤집을 수도 있다. 수호자 평의회는 국회의원들을 제명하거나 쫒아내는 것도 가능하며, 실제로도 그렇게 한 적도 있다. 가장 대표적으로 히잡을 두르지 않은 채로 사진을 찍었다는 이유로 국회의원직에서 제명된 미누 칼레기 의원이 있다.

### 대통령
이란의 헌법에 의하면 이란에서 가장 높은 권력을 가진 사람은 당연히 이슬람 법학자이자 성직자인 라흐바르이며, 이 뒤를 이어 이란의 대통령이 그 다음으로 서열이 높다. 대통령은 약 4년 마다 직접 선거로 선출되며, 내각을 구성하는 등의 권한이 있으나 다만 의회에서 취임하기 전에 라흐바르의 허락을 받아야만 하며, 게다가 대부분의 중대결정을 라흐바르의 재가를 받고 시행해야 하기에 일반적인 대통령제 국가들의 대통령들에 비하면 그 권한이 상당히 약한 편이다. 또한 라흐바르는 마음에 들지 않는 대통령을 즉시 해임할 수 있는 권한마저 가지고 있다. 이란 대통령은 단 한 번만 재선할 수 있다.
헌법에 의하면 대통령의 책무는 최고지도자, 즉 라흐바르의 명을 충실히 본받아 사회 곳곳에 이슬람 기풍을 불어넣고 사회적으로 안정된 상태를 만드는 것이라고 한다. 다만 앞서 말했듯이 이란 대통령은 타 국가들의 대통령들에 비하여 한없이 약한 권한을 가지고 있으며 라흐바르의 뜻에 위배되는 행동은 할 수 없기에, 딱히 자신의 뜻대로 정책을 펼쳐나가지만은 못한다. 이란 이슬람 헌법의 9장에는 대통령의 권한과 그 자격에 대하여 명시되어 있는데, 대통령은 라흐바르의 허가를 받았다는 전제 하에 국가 정책 심의, 예산안, 실업, 국제 협약 등을 관할할 수 있는 권한을 가지고 있다고 한다. 대통령은 의회와 라흐바르의 허락을 받아 장관을 임명하여 내각을 꾸릴 수 있으나, 라흐바르는 만일 이들이 마음에 들지 않을 시 대통령이나 의회의 허가를 받지 않고 대통령과 장관 모두를 해임시켜버릴 수도 있다. 대통령 아래에는 8명의 부통령들이 있으며, 내각은 총 22명의 장관들로 구성되고 이들 모두 임명을 위해서는 의회의 허락이 있어야 한다.

## 외교
본디 이슬람 혁명이 일어나기 전, 즉 팔레비 왕조 시기의 이란은 친미, 친서방 계열의 국가였으나, 혁명이 일어나 이슬람 정부가 들어선 이후부터는 친미 색채가 많이 사라지며 최소 중립, 혹은 반미 경향이 강해지기 시작하였다. 특히 1979년 이래 이란 정부는 국내의 외세의 영향력을 최소화하며, 제3지대의 국가들과 교류를 강화하는 방향으로 기본적인 외교 방향을 잡고 있다.
2005년부터는 이란의 핵개발 프로그램이 국제 사회의 뜨거운 화두로 떠오르면서 이란은 점차 외교적으로 고립되기 시작하였다. 특히 국제 사회의 맹주 격인 미국이 이란의 핵무기를 전략적 위험으로 판단하고 시정을 요구하기 시작하였고, 이후 안전보장이사회를 설득하여 이란에 대한 대대적인 제재에 나서면서 미국과 이란 간의 관계는 갈수록 악화일로로 치닫았다. 이 때문에 이란은 2000년대 후반부터 국제사회에서 정치적, 경제적 방면에서 모두 고립되기 시작하였다. 2009년 기준으로 이란 정부는 유엔에 속해있는 국가들 중 99개국과 외교 관계를 수립하고 있었다. 다만 이 수교국들 중 미국과 이스라엘은 포함되지 않는다. 또한 이란은 시아파의 중심 국가이기 때문에 같은 무슬림 국가이자 수니파의 중심 국가인 사우디아라비아와도 시아파, 수니파의 종교 갈등 때문에 미적지근한 외교 관계를 유지하고 있다. 또한 이란은 예루살렘을 팔레스타인의 수도로 인정하고 이스라엘을 아예 국가로 인정하지 않는 등, 팔레스타인 분쟁에서는 팔레스타인 자치 정부의 편을 들고 있다. 이란은 현재 G-77, IAEA, IBRD, IDA, IFC, ILO, IMO, 인터폴, OIC, OPEC, WHO, UN의 회원국이며, 현재 세계무역기구의 옵저버 국가이기도 하다.
대한민국
1962년 10월 23일에 대한민국과 수교하였다. 조선민주주의인민공화국과는 1973년에 수교하여 이란-이라크 전쟁 때 이란을 군사적으로 지원했던 적이 있었다.
2016년 현재 이란과 대한민국을 직접 연결하는 항공편은 없으며, 두바이 등지를 경유해야 이란에 갈 수 있다. 2016년 3월에 대한항공이 인천 - 테헤란 직항 노선의 운수권을 받았지만, 이란 국내의 인프라 부족 및 비자 문제로 인하여 화물기를 우선 취항할 예정이다.
2016년 초 이란의 국제 제제 해제로 인해 대한민국과 이란 간의 교류도 가속화될 예정이다. 1월 27일, 청와대는 "박근혜 대통령이 이란 방문을 검토하고 있다"고 밝혔다,
이집트
이집트와 이란은 1939년 양국에 대사관을 설치하였다. 1979년 이란 혁명이 일어나 축출된 팔라비 왕조에 이집트는 도피처를 제공하였다. 또한 1979년 이집트가 이스라엘을 국가로 인정하는 평화조약에 서명하자 이란은 이집트와 단교를 선언하였다. 이후 이란은 시아파 무슬림 국가의 종주국으로 서방과 대립각을 세웠고, 수니파 무슬림이 많은 이집트는 미국의 지원을 받으며 친서방 노선을 걸었다.
러시아
미국과는 달리 러시아와의 관계는 매우 우호적이다. 이란-이라크 전쟁때 소련이 이라크를 지원함으로써 8년간 관계가 적대적이였지만 그 시기를 제외하면 소련 시절부터 우호적인 관계를 유지하고 있으며 지금도 매우 우호적인 관계를 유지하고 있다.
미국
원래 이란은 미국과 외교관계가 있었으나, 공화정이 출범한 이후 반미정부가 출범하면서 단교하였다. 이란의 이맘 알리 하메네이는 "미국이 석유를 잡아먹겠다면 미국은 석유의 위기를 겪게 될 것이다."고 발언하여 미국을 압박하며 서로의 관계는 약화되고 험악해졌다. 그러나 최근 이란 핵협상 때 이란이 통 크게 양보하고 서방국가들이 경제 제재를 해제하고 교류를 확대해나가면서 미국과 이란의 관계도 자연스레 개선되었다. 그러나 2017년 도널드 트럼프가 대통령이 된 이후 미국과의 관계가 급속히 약화되었으며 특히 미국이 이란 핵협정을 파기하면서 이란과의 관계가 악화되었다. 현재 미국을 제외한 핵협정 서명국인 독일, 영국, 중국, 러시아, 프랑스는 미국의 일방적 핵협정 파기에 대해 비판을 하였으나 미국이 세컨더리 보이콧을 실행하면서 독일과 영국, 프랑스는 현재 이란과 미국 사이에서 갈등의 조짐을 보이고 있다. 또한 2020년 1월 3일, 미국은 이란 혁명수비대 총사령관 솔레이마니를 드론을 이용해 사살하면서 4일 뒤인 1월 7일, 이란은 이라크 미군 기지 2곳에 탄도미사일 20발을 발사하며 보복을 개시하면서 서로 관계가 악화되기도 했다.
아제르바이잔
이란은 자국 내 아제르바이잔계 주민이 아제르바이잔의 도움을 받아 분리독립을 요구하거나 아제르바이잔이 이란령 아제르바이잔의 영유권을 주장할 것을 우려하고 있으며 이로 인해 아제르바이잔과의 관계는 그리 좋지 못한 편이다. 일례로 이란은 나고르노카라바흐 전쟁 때 아르메니아를 지지하기도 했다.
이스라엘
이란과 이스라엘은 전통적으로 서로 적대관계에 직면해있다. 특히 이스라엘과 이란은 핵문제까지 겹치면서 군사적으로도 충돌이 일어나고 있다.
사우디아라비아
시아파의 종주국인 이란과 수니파의 종주국인 사우디아라비아는 중동에서의 영향력 확대를 위해 시리아 내전, 예멘 내전 등에서 충돌하고 있다.

## 경제
이란의 경제는 중앙계획의 국유 석유회사와 국유 기업, 농촌지역의 농업 및 소규모의 상업, 벤처에 의한 서비스업 등의 민영 기업으로 이루어져 있는 혼합경제며, 전체 경제 비중에서 약 3분의 2가 국영 기업의 몫이다. 석유개발 이전에는 농업이 주요산업이었으며, 공업은 페르시아융단을 생산하는 전통적 수공업이 있을 뿐이었으나, 정부는 이전부터 줄곧 시장화 개혁을 행하여, 석유에 의존하는 이란 경제의 다각화를 도모하여, 수익을 자동차 공업, 우주항공 산업, 가전 제조업, 석유화학 공업, 핵 산업 등 타 부문에 분산 투자하고 있다. 하지만 공업력 수준이 낮아 품질이 좋지 못하다. 차바하르 자유무역지역, 키슈 섬 자유무역지역의 설정 등을 통하여 투자환경의 정비에 노력하여 수억 달러 단위로 외국 투자를 유치하는 것을 목적으로 하고 있다. 현대 이란의 중산계층은 두텁고 견실하여 경제는 발전을 지속하고 있으나, 한편으로 고인플레, 고실업률이 문제이다. 인플레율은 2007년 평균 18.4%, 2008년 4월(이란력)에는 24.2%에 이르렀다. 재정적자는 만성적인 문제로서, 이것은 식품, 가솔린 등을 중심으로 년 총계 약 72억 5천만 달러에 달하는 막대한 정부보조금이 원인의 하나가 되고 있다. 이란은 OPEC 제2위의 석유 생산국으로서, 확인되고 있는 세계석유 매장량의 10%를 차지하고 있으며 현재 사우디아라비아 다음가는 세계 제2의 석유 수출국이다. 1996년에 매우 견실했던 원유가격은 이란의 재정적자를 보충하고, 채무 원리금 미지급금의 상환에 충당할 수 있게 해 주었다. 또한 천연가스 매장량에서도 러시아에 이어 세계 제2위이다.
취업 인구의 약 55%가 종사하는 농목업이 이란의 기간산업이지만, 기후와 지형조건 때문에 농경지는 총면적의 10%에 불과하며 휴한지가 많아 작부 면적은 매년 농경지면적의 3분의 1 정도에 지나지 않는다. 특히 이란고원에서의 농경지는 오아시스 주변의 좁은 지역에만 볼 수 있을 정도이다. 보링에 의한 지하수 개발과 트랙터의 보급 등 생산 기술의 개선도 약간은 이루어진 편이나, 농업 기술은 아직 낙후된 상태이며, 대토지 소유 제도가 근절되어 있지 않기 때문에 생산성이 낮아, 농업 생산액은 총생산액의 20% 정도에 머물고 있다. 주요한 농작물은 밀·보리·야채·사탕무·면화·포도·멜론 등이며 카스피해 연안에서는 벼·차·오렌지의 재배를 볼 수 있다. 농업에 있어서 국가투자, 생산자유화에 의한 활성화를 목적으로, 외국에 대한 판로 확장, 마케팅 등으로 수출시장을 개발하여, 전반적으로 개선되었다. 대추야자, 피스타치오, 화훼 등 수출용 농업 생산물의 확대, 대규모 관개 계획에 의한 1990년대의 이란 농업은 경제 부문 중에서 가장 빠르게 성장이 있었던 분야이다. 농업은 여전히 이란의 최대의 고용을 유지하고 있는 부문이다. 이란은 바이오테크놀로지와 의약품 제조 등에도 힘을 쏟고 있다. 주요 무역국은 프랑스, 독일, 이탈리아, 스페인, 러시아, 중국, 일본, 한국 등이다. 1990년대 후반부터는 시리아, 인도, 쿠바, 베네수엘라, 남아프리카 공화국 등 개발도상국과의 경제 협력도 진행하고 있다. 또한 역내의 터키와 파키스탄의 통상을 확대시키고 있어, 서아시아, 중앙아시아의 시장 통합의 비전을 공유하고 있다.
이란 경제제재는 이란 경제에 큰 영향을 미쳤다. 경제제재로 인해 이란 리알의 가치는 폭락했다. 2012년에는 1달러에 16,000리알이던 것이 2013년 4월에는 36,000리알까지 떨어졌다. 2016년 1월 16일 이란이 포괄적 공동행동계획을 잘 이행함에 따라서, 이란에 대한 모든 경제제재는 해제되었다.

### 교통
육상 교통은 산유국답게 잘 정비된 도로망에 주로 자동차가 이용되고 있다. 원거리 버스 노선도 잘 발달하여 북·서유럽 여러 나라와의 사이에 국제버스가 운행되고 있다. 테헤란에서 서쪽으로는 자동차전용고속도로가 이어져 있다. 도시교통도 전적으로 택시·버스에 의존하고 있기 때문에 교통의 마비상태는 대단하다. 철도는 테헤란을 중심으로 페르시아만연안·카스피해연안·아제르바이잔·호라산·케르만에 통하고 있으며 그 연장은 5,000km에 달한다.

### 인구

이란의 인구 밀집도

## 사회

### 민족 구성
이란의 인구는 2016년 기준으로 약 8천만 명이며, 다민족으로 구성되어 있다. 페르시아인(마잔다란인, 길라키인 포함)이 61%, 아제리인(아제르바이잔인)이 16%, 쿠르드인이 10%, 루르족이 6%, 발루치족이 2%, 아랍족이 2%, 투르크멘족이 2%를 차지하며, 그 밖에 아르메니아인, 조지아인, 체르케스인, 아시리아인 등이 거주하고 있다. 이란에 사는 약 500명의 대한민국 교민들은 주로 테헤란 지역에 거주한다.
이란 내에 거주하고 있는 민족들은 상당히 다양한 편이다. 그 종류와 수에 대해서는 이견이 있으나, 일단 이란인들 대부분이 페르시아인들과 아제르바이잔인들로 구성되어 있다는 것은 의견이 동일하다. CIA 월드 팩트북에서는 이란 인구의 79% 정도가 인도유럽어족으로 구성되어 있다고 하며, 마잔다란인들과 길라키인들을 포함한 페르시아인들이 전체 인구의 61% 정도를 차지한다고 한다. 그 뒤를 쿠르드족이 10%, 루르족이 6%, 발루치인들이 2% 정도로 잇고 있다. 또한 인도유럽어족 계열이 아닌 사람들도 21% 정도로 꽤나 많은 편에 속하며, 이들 중 가장 대표적으로 아제르바이잔인들이 16%, 아랍인들이 2%, 투르크계 민족들이 2% 정도가 있다.
'고귀하다'라는 뜻을 가진 이란 사람들은 대체로 온순하며 여러 사람이 함께 토론하고 대화하는 것을 선호한다. 또한 대부분의 이슬람 국가에서 널리 사용되는 말인 "인샬라"(모든 것은 신에게 달려있다.)라는 말을 자주 사용하며 이러한 정신이 삶 속에 깊이 새겨져 있어서 매사에 느긋하며 의사결정에 상당한 시일이 소요된다. 성격이 급하고 다혈질이어서 상대방이 자신에게 직설적으로 잘못을 지적하는 경우 이를 거의 제대로 참기 힘든 면이 있다. 또한 과거 페르시아 상인이라는 말이 있듯 상술에 정통하다.
페르시아족
이란의 인구 중 가장 많은 수를 차지하는 페르시아족은 기원전 12세기로부터 기원전 9세기까지 지금의 이란지역으로 이주하여 정착하였던 아리아족의 대표적인 무리였으며 이들이 이란 중남부 지역의 파르스 지방에 정착하였기 때문에 이 지역명으로부터 페르시아라는 명칭을 가지게 되었다. 페르시아족은 쿠르드족과 같이 인도유럽어족의 일원이며 본래 백색 피부에 곱슬머리카락을 가진 자들로서 유럽인들과 같은 체질을 가지고 있었던 민족이다. 페르시아족이 이란 역사의 중심을 이루고 있으며 흔히 '이란인'이라고 불리는 사람들은 바로 페르시아인을 뜻한다.
마잔다란인과 길라키인
이란의 북중부 카스피해 연안의 마잔다란 주와 길란 주에 많이 거주하며, 페르시아어와 유사한 마잔다란어와 길라키어를 쓴다. 언어와 혈통적으로 페르시아인과 큰 차이가 없다.
아제리족
이란에서 두 번째로 많은 민족인 아제리족(아제르바이잔인)은 튀르키예인과 같은 튀르크족의 일파이다. 아제리족이 사용하는 아제리어는 아제르바이잔의 아제리족이 사용하는 언어와 같으며, 원주민들은 터키 사람들과 통역 없이도 어느 정도 의사전달이 가능할 정도이다. 주로 이란 북서부의 이란령 아제르바이잔에 거주하고 있다.
쿠르드족
인구 3천만 명 이상의 거대 민족임에도 불구하고 자신의 국가를 가지지 못한 쿠르드족은 서부의 산악지대에 거주하고 있다. 이란에 살고 있는 쿠르드족은 약 800만 명에 달한다.
투르크멘족 및 기타 소수 민족
투르크메니스탄과 접경한 후라산 지역에는 투르크멘족이 살고 있으며, 이란의 남부 지역에는 여러 소수 민족이 아직도 유목 생활을 유지하며 살아가고 있다. 이밖에도 북서부 지역에는 소수의 아르메니아인, 조지아인도 거주한다.

### 언어
이란인의 대부분은 페르시아어를 사용하며, 이덕분에 페르시아어가 이란의 국어이기도 하다. 그 외에도 인도유럽어족에 속하는 여러 이란계 언어들이 드문드문 사용되고 있다.
이란 북부, 그중에서도 특히 길란과 마젠데란에서는 코카서스어 계열의 언어인 길라키어와 마젠데라니어가 매우 많이 사용되고 있다. 길란 지방에서는 인근 아제르바이잔 공화국에서 사용되는 언어인 타일리시어도 널리 사용된다. 또한 쿠르디스탄 지역에서는 쿠르드어가 사용되기도 한다. 루리와 라리어도 이란 남부에서 사용되고는 한다. 이란에서 페르시아어 다음으로 많이 사용되는 언어는 아제르바이잔어이며, 그 외에도 여러 튀르크계 언어들이 사용되고 있다.
이란에서 사용되는 여러 소수 언어들 가운데에서는 아르메니아어, 조지아어, 아랍어 등이 있다. 쿠제스탄에 살고 있는 아랍인들은 쿠지 아랍어를 사용하며, 키르카시아어를 사용하는 소수 민족들도 있다. 그러나 점차 페르시아어를 사용하는 민족들에 동화되면서 키르카시아어를 사용하는 민족들은 거의 없다고 보아도 무방한 수준이다. CIA의 월드 팩트북에 의하면, 이란 인구의 53%가 페르시아어를 사용하며, 16%가 아제르바이잔어를, 10%가 쿠르드어를, 7%가 마젠데라니어와 길라키어를, 7%가 루리어를, 2%가 투르크멘어를, 2%가 발로치어를, 2%가 아랍어를 사용하고, 나머지 2%는 아르메니아어, 조지아어, 키르키시아어 등을 사용한다.

### 종교
| 종교구성 (이란)  | 종교구성 (이란)  | 종교구성 (이란) | 종교구성 (이란) | 종교구성 (이란) |
| ---------------- | ---------------- | --------------- | --------------- | --------------- |
|                  |                  |                 |                 |                 |
| 이슬람교(시아파) | 이슬람교(시아파) |                 | 95%             | 95%             |
| 이슬람교(수니파) | 이슬람교(수니파) |                 | 4%              | 4%              |
| 기독교           | 기독교           |                 | 0.15%           | 0.15%           |
| 조로아스터교     | 조로아스터교     |                 | 0.03%           | 0.03%           |
| 유대교           | 유대교           |                 | 0.01%           | 0.01%           |

이란의 국교는 시아파에 속하는 열두 이맘파이며, 대략 전체 인구의 90%에서 95%가 열두 이맘파에 속해있다. 그리고 전체 인구의 4%에서 8%가 수니파 무슬림으로, 주로 쿠르드인들과 발루치인들로 이루어져 있다. 나머지 2%는 무슬림이 아닌 사람들로, 대부분이 기독교인, 조로아스터교도, 유대인, 바하이교도 등으로 이루어져 있다.
이란 정부에서는 기독교, 유대교, 조로아스터교, 이슬람교 수니파를 공인하였으며, 이란 의회에서도 공식적으로 의석을 배정해주기도 했다. 역사적으로 고대 이란 계열의 종교에는 가장 대표적으로 조로아스터교와 마니교 등이 있었으며, 메디아, 아케메네스 제국, 파르티아 제국, 사산 제국에 이르기까지 페르시아 지방에서 그 세가 왕성했다. 그러나 사산 제국이 멸망하고 본격적으로 이슬람교가 들어오면서 몇 백년에 걸쳐 점진적인 이슬람화가 이루어졌고, 16세기에 사파비 왕조가 본격적인 시아파로의 개종을 명령하기 전까지만 해도 인구의 대부분이 수니파를 믿었다. 그러나 16세기 이후로는 인구 대부분이 시아파로 전향하면서 시아파의 맹주 격인 국가로 변모하였다.
유대교는 이란과 굉장히 연이 깊은데, 가장 대표적으로 아케메네스 제국의 키루스 대제가 바빌로니아를 침공하여 유대인들을 예루살렘으로 되돌려보내준 예가 심지어 성경에도 기록되어 있을 정도이다. 다만 현재는 유대 국가인 이스라엘과 사이가 좋은 편은 아니지만, 현재에도 이란에는 8,700명에서 25,000여 명의 유대인들이 이란에서 살고 있다고 전한다. 이 덕분에 현재 이란은 중동 지역에서 이스라엘을 제외하면 가장 많은 수의 유대인들이 살고 있는 국가이기도 하다. 한편 기독교인의 경우, 대략 25만 명에서 37만 명의 기독교인들이 살고 있으며, 이슬람교를 제외하면 공인받은 종교들 가운데에서는 가장 세가 왕성한 종교이기도 하다. 대부분은 아르메니아인들이나, 이들 또한 정부와 사회의 압력을 받아 종교를 시아파 무슬림으로 개종하는 경우가 잦아지고 있다.
한편 이란 내에서 바하이 신앙은 정부의 공인을 받지 못했고, 이 때문에 정부의 탄압을 종종 받았다. 현재 바하이교는 이란에서 35만 명의 신도를 거느리며 이슬람 다음가는 제2의 종교이나, 1979년의 이슬람 혁명 이래 사형과 강제 개종, 시민권 거부 등 다양한 방법들을 통하여 정부의 탄압을 받고 있는 실정이다.
그러나 이슬람교도들은 돼지고기와 술을 먹지 않지만 라마단 기간에는 아무것도 먹지 않는다.

## 문화

### 예술
이란 예술은 건축, 석공, 금속가공, 직조, 도예, 서예, 회화 등 다양한 분야를 망라하고 있으며, 오랜 역사를 지닌 문화 강국답게 그 세계적인 영향력도 굉장히 강력한 편이다. 고대 이란 예술, 즉 메디아 문화는 스키타이 양식에도 영향을 주었으며, 그 뒤를 이어 들어선 아케메네스 왕조 시대에는 주변의 이집트, 메소포타미아 문화를 수입하여 페르시아 양식으로 재창조해내면서 고대 이란의 문화의 황금기라고 불릴 정도로 아름다운 문화를 꽃피웠다. 이 시기 가장 유명한 문화유적에는 아케메네스 제국의 수도였던 페르세폴리스, 파사르가다에 등이 있다. 이후 아케메네스 제국이 알렉산드로스 대왕에 의해 무너지고 그 자리에 셀레우코스 제국이 들어서자, 그리스 문화가 페르시아 지방에 유입되었으며 이 때 헬레니즘 문화가 번성하였다. 이후 사산 제국이 들어섰고, 사산 제국 치하의 페르시아에서는 가히 이란 르네상스라고 불릴 정도로 폭발적인 문화 발전이 이루어졌다.
중세 시기에 유럽 지역의 문화가 상대적으로 쇠퇴를 거듭하는 와중에도, 페르시아의 사산 제국은 여전히 그 성세를 유지하여 유럽과 아시아 문화에 많은 영향을 끼쳤다. 또한 당시 이슬람 세계의 중심지로 군림하면서 이슬람 약학, 건축, 철학, 문학 등 여러 분야에서 세계적으로도 우수한 질의 문화유산들을 쏟아내었다. 이후 페르시아 지방의 문화는 뒤이어 들어선 사파비 왕조 시대에 그 절정을 찍었는데, 이 시기 정치, 경제 혁명이 일어나면서 페르시아, 즉 이란의 정체성이 확립되었으며, 인근의 오스만 제국, 무굴 제국 등 강대국에게까지 문화를 전파해나갔다. 또한 11세기부터 17세기까지는 유럽에 화려한 정원 문화를 수출하기까지 하였다.
한편 이란의 현대 예술은 카자르 왕조 시대의 유명한 사실주의 화가인 카말-올-몰크가 등장하면서 본격적으로 발전하기 시작하였으며, 1928년에는 그가 직접 이란 예술학교를 창립하기도 했다. 1900년대 초중반의 이란 현대 예술품들은 대부분 단아하고 평화로운 분위기를 띠었으며, 이 때문에 ‘커피하우스 양식’이라고 불리기도 했다. 그러나 1940년대에 제2차 세계대전이 발발하면서 이란에 본격적으로 서구 양식이 유입되자 모더니즘 예술가들이 차차 등장하기 시작하였으며, 1949년 9월에는 테헤란에 첫 현대예술 갤러리가 개관하기도 했다. 모더니즘 계열의 현대미술은 1950년대까지 정부의 지원을 받아 급격히 성장하였으며, 이슬람 혁명이 일어나기 전까지 상당한 발전을 이루었으나 혁명이 일어난 이후에는 회화와 예술을 꺼림칙하게 생각하는 이슬람 극단주의 풍조로 인하여 점차 예술이 쇠퇴하고야 말았다.

### 건축

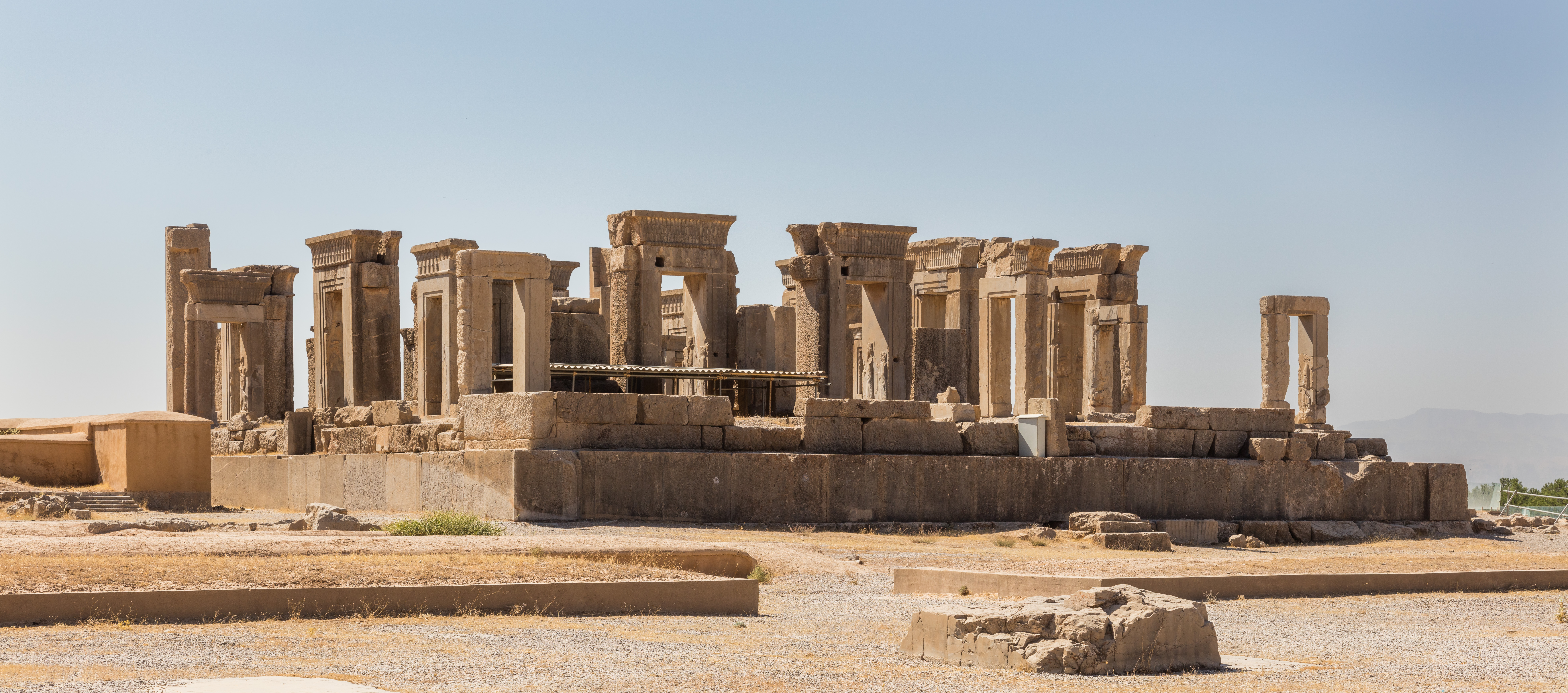
페르세폴리스 유적

이란에서는 최소한 기원전 7000년부터 본격적으로 건축이 발전하기 시작하였다. 페르시아인들은 건축에 처음으로 수학, 기하학, 천문학이라는 학문을 도입한 민족이기도 하다. 이란 건축물들은 주로 이란고원 지대에서 쉽게 얻을 수 있는 중질의 점토나 사암을 주로 사용하여 만들어졌으며, 석회 모르타르를 사용하여 접착하였다. 또한 건축에서 기하학적인 요소를 많이 도입하여 원과 사각형, 반복적인 패턴을 많이 사용하는 경향이 있으며, 또한 정원을 굉장히 중요시하여 주로 직사각형 모양의 안뜰과 대칭적인 모양의 안채를 기본으로 하여 만들어졌다. 현재 이란은 UNESCO에 7번째로 많은 수의 고대 건축물 유적들을 가지고.

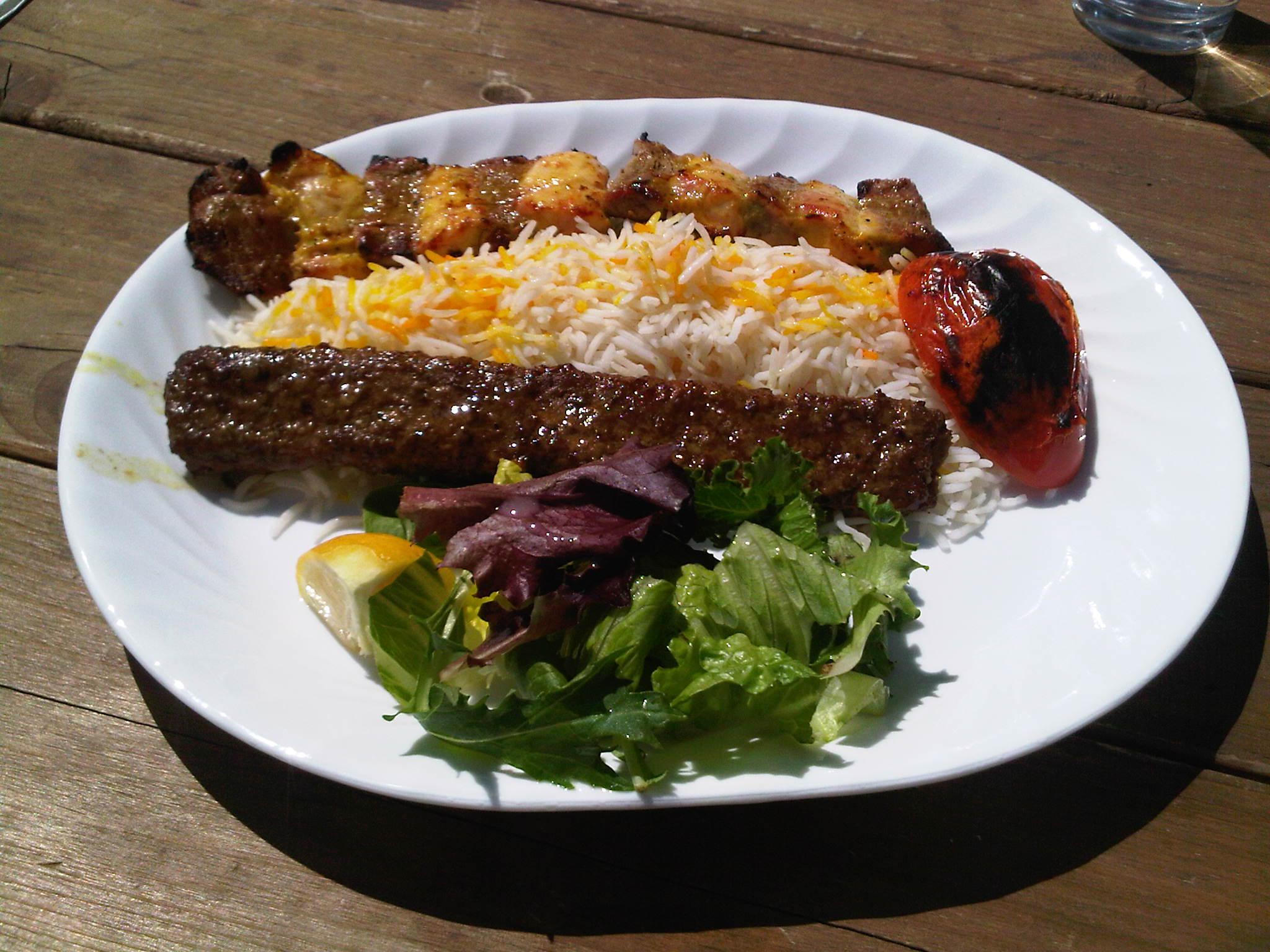
이란 케밥

### 요리
이란은 여러 민족들이 섞여있는 다민족 국가인데다가, 수많은 국가들과 국경을 접하고 있어 이덕분에 식문화가 굉장히 다채로운 편에 속한다. 보통 허브와 향신료를 많이 사용하는 편이며, 그 외에도 복숭아, 석류, 마르멜루, 살구, 건포도 등 과일들을 음식에 넣어 먹는 경우도 많다. 또한 사프란, 말린 라임, 계피, 파슬리 등 향신료도 많이 사용하며, 양파와 마늘과 같은 기본적인 향신료들은 기본적으로 대부분의 요리에 들어가는 편이다. 또한 요리에 넣어 조리해먹는 것 뿐만 아니라 피클을 만들어 먹거나 생으로 먹기도 한다.
이란 요리는 굉장히 그 종류가 많은데, 카바브(케밥), 폴로(필라프), 스튜, 오믈렛, 밥, 난 등 쌀로 만든 여러 요리들을 주식으로 먹는다. 보통 식사에는 플레인 요구르트 등을 곁들여 먹는다. 또한 요구르트와 소금, 허브 등을 섞어 만든 수프 요리인 마스트-오-키아르, 허브와 바실, 파슬리 등으로 만든 샐러드류인 사브지, 이란 전통 샐러드인 시라즈 샐러드, 피클류인 토르쉬 등을 같이 먹기도 한다. 또한 애피타이저로 시금치와 요구르트로 만든 요리인 보라니, 탄두리 양식으로 만든 요리인 미르자 카세미 등을 같이 먹기도 한다.
이란에서는 차를 굉장히 즐겨 마신다. 이란은 세계에서 7번째로 거대한 차 생산국이기도 하며, 손님을 대접할 때도 한 잔의 차를 반드시 대접할 정도로 차문화가 굉장히 발달되어 있다. 이란에서 가장 유명한 디저트들 중 하나는 ‘팔루데’라고 하는데, 장미수 시럽에 넣어 조린 파스타로 만든 요리로 그 기원이 기원전 400년 전까지 거슬러 올라갈 정도로 전통이 깊은 요리이다. 그 외에도 사프란을 넣어 만든 아이스크림도 유명하며, 당근 주스와 함께 디저트를 즐기기도 한다.

### 달력
이란은 독자적인 달력 체계를 따로 사용하고 있는데, 이를 ‘헤지라 태양력’, 혹은 '페르시아 태양력‘이라고 부른다. 이슬람이 페르시아 지방에 전파된 621년을 원년으로 하고 있으며, 춘분을 1년의 시작으로 잡는다. 1925년 3월 31일부터 공식적으로 사용되기 시작하였으며, 12개의 달들로 이루어져 있으며 각 달들의 이름은 고대 페르시아 달들의 이름을 그대로 따와서 사용하고 있다. 1월은 파르바딘, 2월은 오르디베헤스트, 3월은 초르다드, 4월은 티르, 5월은 아모르다드, 6월은 사리바르, 7월은 메흐르, 8월은 아반, 9월은 아자르, 10월은 데이, 11월은 바흐만, 12우러은 에스판드라고 부른다. 한편 이슬람 세계에서는 이슬람 음력을 따로 사용하고 있는데, 양력을 사용하는 이란과는 일부 차이가 발생하기 때문에 이란 내에서 중요한 이슬람 행사들의 경우에는 무조건 이슬람 음력을 사용하여 날짜를 표기한다. 또한 국제적으로 통용되는 서양력은 민간에서는 거의 사용되지 않으며, 대부분 국제적인 외교행사 등에서만 간간히 사용된다.
이란의 법정 공휴일은 이란 태양력 기준으로 이맘 후세인 사망 40주일인 1월 14일, 하산 순교일인 1월 22일, 이맘 레자 순교일인 1월 24일, 혁명의 날인 2월 11일, 석유 국유화의 날인 3월 19일, 신년 연휴인 3월 21일, 이란 공화국의 날인 4월 1일, 자연의 날인 4월 2일, 이맘 파테메 순교일인 4월 26일, 호메이니 서거일인 6월 4일, 이맘 아크람 선지자 공인일인 6월 19일, 이맘 메흐디 탄신일인 7월 6일, 이맘 알리 순교일인 8월 11일, 라마단 종료일인 8월 20일, 이맘 사데그 순교일인 9월 13일, 양 잡는 날인 10월 27일, 이맘 알리 선지자 공인일인 11월 4일, 이맘 후세인 사망일인 11월 25일 등이 있다. 한편 매년 7월부터 8월까지 행하는 라마단 금식기간은 공휴일은 아니나, 많은 관청과 은행이 개점 휴무에 들어가며, 무슬림들은 일출부터 일몰까지 금식하면서 무함마드의 고행을 되새기는 기회로 활용한다.

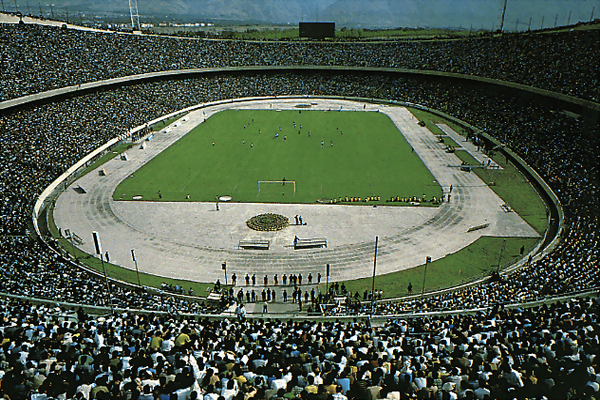
이란 최대 경기장인 아자디 스타디움

### 스포츠
이란은 폴로의 발상지이며, 현지에서는 ‘코우간’이라고 부르며 고대 메디아 시절까지 거슬러 올라갈 정도로 유래가 깊은 스포츠라고 한다. 또한 이란의 국민 스포츠는 레슬링이며, 워낙 인기가 많아서 세계적인 경기에서 여러 차례 우승을 하기도 했다. 또한 이란의 전통적인 레슬링인 ‘코스티 에 팔레바니’는 유네스코에서 무형문화유산에 등재되기도 할 정도이다.
이란은 국토 상당수가 산악 국가로, 스키, 스노보딩, 하이킹, 암벽등반 등의 산악 스포츠가 굉장히 대중적인 편에 속한다. 또한 토칼, 디진, 셈샤크 등의 산악 도시들에서는 여러 스키 리조트들이 있으며, 이 휴양도시들은 모두 테헤란에서 1시간에서 3시간 정도 거리밖에 떨어져 있지 않다. 특히 토칼의 리조트는 알보르즈 산맥에 위치하고 있으며, 해발고도 3,730m에 위치하면서 세계에서 5번째로 높은 스키 리조트이기도 하다.
이란 이슬람 공화국 국가 올림픽 위원회는 1947년에 처음으로 창립되었으며, 창립된 이래 레슬링과 역도에서 가장 높은 성적을 거둔 바 있다. 1974년 9월에는 서아시아에서 처음으로 아시아 게임을 유치하는 데에 성공하였으며, 이란에서 가장 거대한 스포츠 건물인 아자디 스타디움이 이때 지어졌다.
현대 이란에서는 축구도 굉장히 인기를 끌고 있으며, 이란 축구 국가대표팀은 아시안컵에서 4회 우승한 일본에 이어 사우디아라비아와 함께 세번이나 우승컵을 들었다. 이덕분에 이란 남자 축구 대표팀은 일본,대한민국,호주,사우디와 함께 아시아 최강팀들 중 하나로 꼽히며, 중동의 브라질이라고도 불린다. 2020년 5월 기준으로 FIFA 랭킹에서 일본에 이어 아시아 2위, 세계 24위라는 성적을 차지하고 있다. 하지만 아쉽게도 16강에는 진출하지 못하고 있다. 두 번째로 대중적인 스포츠는 배구이다. 2011년과 2014년에는 아시아 남자 배구 챔피언십에서 승리를 거두었으며, 아시아에서는 세계에서 가장 강력한 국가대표팀을 보유하고 있으며 FIVB 랭킹에서 세계 8위에 속하는 최강 팀에 속한다. 그 외에도 농구도 굉장히 널리 퍼져 있으며, 이란 농구 국가대표팀은 2007년 이래 아시아 농구 챔피언십에서 3번이나 우승한 바 있다.

### 언론
이란은 언론자유지수가 2018년 기준으로 180개국들 중 164위에 오르며 세계적으로 최악의 언론 환경을 가지고 있는 국가로 손꼽힌다. 이란에서 언론을 총괄하는 부서는 ‘이슬람지도문화부(Ministry of Culture and Islamic Guidance)'라고 부르며, 이 부서는 언론을 탄압하고 정부의 뜻에 반하는 언론인들을 수감하여 잡아넣는 것으로 악명이 매우 높다.
이란의 첫 신문은 19세기 중반인 카자르 왕조 시대에 발간되기 시작하였다. 대부분의 신문들은 이란의 공식 언어인 페르시아어로 쓰였으며, 대부분의 대규모 신문사들은 테헤란에 본사를 두고 있다. 가장 대표적인 신문에는 ‘에테마드’, ‘에텔’랏‘, ’카이한‘, ’함샤흐리‘, ’레살라트‘, ’샤르‘ 등이 있다. 또한 이란에 본을 두고 있는 영자 신문에는 테헤란 타임스, 이란 데일리, 파이낸셜 트리뷴 등이 있다.
텔레비전은 1958년에 처음으로 이란에 도입되었으며, 1974년 아시안 게임이 풀컬러로 송출되었음에도 불구하고 1978년에 이르러서야 전국적으로 컬러 텔레비전이 본격적으로 보급되기 시작하였다. 1979년 이슬람 혁명이 일어난 이래, 이란의 최대 방송사는 이란 이슬람 공화국 방송(IRIB)이다. 이란은 현재까지도 텔레비전과 방송사들에 엄격한 제재를 가하고 있으나, 다만 수도 인구의 65%, 그리고 지방 인구의 30%에서 40%가 위성 통신을 통하여 외국 방송사에 자유롭게 접속하고 외국의 정보들을 접한다고 한다.
이란은 1993년에 인터넷이 개통되었으며, 2017년 기준으로 이란 인구의 69.1%가 인터넷 사용자라고 한다. 이란은 인터넷 사용자 수로만 놓고 보면 세계에서 17위에 속하며, 가장 많이 사용되는 검색 엔진은 구글이며 가장 애용되는 SNS 프로그램은 인스타그램이다. 다만 상당수의 외국의 주류 웹사이트들은 이란 내에서 블록되는 경우가 잦으며, 가장 대표적인 예가 2009년에 반정부 시위의 거점이 된다는 이유로 접속이 제한당한 페이스북이다. 그러나 이 제재 자체는 상당히 유명무실해진 상태라서, 페이스북은 2017년 기준으로 프록시 유저나 우회 접속자 등을 포함하여 거의 4천만 명에 달하는 페이스북 사용자가 이란 내에 있다고 밝혔다. 심지어는 정부 관료들도 대놓고 정부가 차단한 페이스북과 트위터 등의 프로그램 등 에 접속했다고 밝히기도 하는 등 거의 유명무실해진 상태이다. 이란의 온라인 경제의 90%가량은 이란의 상거래 홈페이지인 ‘디기칼라’를 통해서 이루어지며, 매일 75만 명이 넘는 사람들이 찾으며 230만 명이 넘는 사용자들을 거느리고 있어 중동 전역에서 가장 사람들이 많이 찾는 전자 상거래 사이트이기도 하다.

## 같이 보기
- 포괄적 공동행동계획 - 미국과 이란이 15개월 이상의 지속된 실무 핵협상을 통해, UN 이사국 5개 국가(영국, 프랑스, 중국, 독일 등) 및 유럽연합의 지지를 받았던 인류 최초의 핵협정
- 1972년 이란 블리자드